# Virgen del Pino (Gran Canaria)
Nuestra Señora del Pino es una de las advocaciones marianas que representan a la Virgen María. Está situada en el camarín de la Basílica de Nuestra Señora del Pino del municipio de Teror, en la isla de Gran Canaria, España. Es la patrona de Gran Canaria, fue coronada canónicamente en 1905 y en 1914 fue declarada patrona principal de la diócesis de Canarias (que engloba a la provincia de Las Palmas) por el Papa Pío X.

## Advocación
La leyenda relata que la imagen de la Virgen fue encontrada en lo alto de un pino, de ahí su nombre. Existen leyendas similares en otros lugares de España, tales como la Virgen del Pino de El Paso en la isla de La Palma, y en localidades como Vinuesa y Niebla. En todos estos casos tales advocaciones toman la denominación de Virgen del Pino.
Si bien, para el caso de la imagen de Teror en escritos antiguos se la menciona como Santa María de Therore, es decir, Nuestra Señora de Teror. Dicha denominación pasaría más tarde a la actual de Nuestra Señora del Pino.

## Aparición
El momento de la aparición de la Virgen del Pino de Teror siempre ha estado envuelto en un halo de misterio, existiendo todo tipo de versiones, algunas más o menos piadosas y otras que quitan al asunto todo carácter sobrenatural y hasta dan referencias de la persona que se trajo la talla desde la península ibérica. Sin embargo, la tradición popular cuenta como hacia el año 1481 la imagen de la Virgen María apareció de manera sobrenatural en lo alto de un pino situado en las inmediaciones donde años más tarde sería levantada la basílica que la alberga.
Los diferentes reconocimientos del pino de la aparición de la imagen de la Virgen estuvieron orientados a la comprobación de la tradición. El pino de la aparición, robusto y ejemplar autóctono, tuvo 41,75 metros de altura y 6,72 metros de circunferencia.
Sin embargo, la extraña lápida que sirvió de pedestal a la Virgen, con huellas podomorfas grabadas en la piedra, sólo fue vista por los pocos que subieron al alto pino, ya que la misma desapareció al caer el árbol. Señala la tradición que la aparición tuvo lugar el 8 de septiembre de 1481, siendo venerada la imagen desde entonces, además de por unos pastores, por el propio Fray Juan de Frías, obispo de la entonces diócesis de Canarias. De acuerdo con el relato tradicional, todo esto ocurría cuando se estaba culminando la conquista de Gran Canaria, que tuvo lugar entre 1478 y 1483. Cronológicamente, la Virgen del Pino sería el cuarto culto mariano más antiguo de Canarias de entre las patronas insulares, tras la Virgen de Candelaria en Tenerife, la Virgen de las Nieves en La Palma y la Virgen de la Peña en Fuerteventura.
El lugar de la aparición era un frondoso bosque que en el siglo XV se extendía por todo el centro y norte de la isla, que algunos historiadores sugieren que pueda ser un apéndice de la denominada Selva de Doramas. El pino en el que se apareció la imagen crecía en una zona conocida como Aterura, que en algunos escritos de la época aparece con las denominaciones Terore o Terori y que con el transcurso del tiempo quedaría fijado en la forma Teror que es la que ha llegado hasta nuestros días.

"Nuestros padres nos han dicho que dirigidos por un resplandor maravilloso la encontraron en la eminencia de un Pino, rodeada de tres hermosos dragos, de cuyas ramas se formaba una especie de nicho; que una lápida muy tersa le servía de peana y que del tronco de aquel árbol nacía una fuente perenne de aguas medicinales"
Fernando Hernández Zumbado, Novena a Nuestra Señora (1782)

Esta leyenda, sin embargo, no aparece sino hasta el siglo XVII, ya que el acontecimiento de la aparición de la Virgen en el pino no recibe especial resonancia literaria durante el primer siglo y medio. Esto, al contrario de otras apariciones marianas de Canarias como por ejemplo la de la Virgen de Candelaria en Tenerife, que fue protagonista de obras monográficas desde el momento de la conquista de esta isla.

### El Pino de las Maravillas
Hace referencia al Pino, en el cual Nuestra Señora del Pino se apareció. El Pino de la aparición era una especie autóctona en Canarias, denominado científicamente Pinus Canariensis. Este hecho favoreció la aparición en la Villa Mariana, puesto que por siglo XV, dicha región canaria se caracterizaba por sus numerosos y ricos manantiales los cuales se hallaban cubiertos por abundante vegetación.
En el lecho de villa, destacaba la singularidad de un Pino que se alzaba como Rey del Bosque. Su voluminosidad era tal que la muchedumbre se sintió obligado en clasificarlo como Pinus thneda Canariensis, ya que el majestuoso árbol media 50 metros de alto y aproximadamente 32 palmos de circunferencia de tronco.
Cuentan que este majestuoso árbol fue el elegido para la aparición de la Virgen grancanaria y a su vez el hallazgo de una fuente matinal, de la cual brotaban chorros de aguas medicinales, rodeada de tres singulares dragos.
Dicha aparición mariana causó un terrible apogeo, por lo que numerosas personas se acercaban al lugar santo para beneficiarse de tan milagrosa fuente de salud, lo cual obligó que por mandato del Obispo Cristóbal de la Cámara y Murga, se construyera una cerca para limitar el acercamiento del lugar santo.
Debido a un fuerte vendaval, el 3 de abril de 1684, el Pino de las Maravillas fue arrancado del suelo fértil, lo cual causó una terrible desgracia para los vecinos de la Villa los cuales, alarmados pidieron la asistencia al lugar del Obispo por su enorme preocupación.
Actualmente, en el camarín de Nuestra Señora del Pino, se halla una cruz de madera, realizada con el tronco del majestuoso Pino de las Maravillas; es conocida como La Cruz Verde.

### La Fuente de los Milagros
También se hace referencia a una fuente perenne de agua dulce, que manaba al pie del Pino de la Virgen, y las gentes llevaban a con virtudes curativas y milagrosas. Llegó un momento en que dicha fuente se consume y acaba, la cual fue causa de que se pusiese en custodia, y quien quisiera usar de ella, diera algo para el nuevo culto de la Virgen. El encargado de la custodia de la fuente fue el Señor Obispo Eclesiástico a petición del pueblo de Teror; comportamiento aprobado por algunos pero repudiados pos muchas más personas lo que provocó una terrible disputa. Con terrible disputa la fuente dejó de manar agua lo que produjo una revolución social en Teror y por consiguiente las primeras suposiciones.

### Los tres Dragos
Se refiere a los tres dragos de la especie Draco Palma canariensis que se habían originado en lo alto del Pino de las Maravillas donde se apareció la imagen de la Virgen María.
Los historiadores mencionan que de los tres dragos mencionados, uno se había derribado a causa de los fuertes vientos, otro se secó, y el tercero cayó al suelo junto con el Pino.

### La Peana
Según cuenta la tradición, se afirma que en la copa del Pino donde se apareció la Virgen, se hallaba una peana en la cual quedaron plasmadas las huellas de sus pies. Con la caída del Pino de las Maravillas, la peana se perdió aunque, aún perduran las sospechas de si fue perdida o si fue robada.
Aterure, que significa las tierras rojas, había sido un santuario de los antiguos canarios por miles de años. Entre las raíces de los dragos había un grabado podomorfo (con forma de pies humanos) como los que se encuentran en Tindaya, en la isla de Fuerteventura. Sin embargo, arqueológicamente sólo se constatan grabados podomorfos en Canarias en las islas de Lanzarote y Fuerteventura y no en Gran Canaria. También a los pies del pino había una fuente que era sagrada para los antiguos canarios por sus propiedades medicinales.

## Talla de la Virgen
Existe cierta polémica a la hora de dilucidar si la imagen actual de la Virgen del Pino es la imagen original aparecida, según la leyenda, en la eminencia de un pino. La mayoría de los investigadores que han tratado el tema coinciden en que hubo una imagen primitiva anterior a la actual. De hecho, en documentos antiguos se habla de la existencia de dos imágenes de la Virgen del Pino compartiendo el altar mayor de la primitiva ermita. La imagen actual está datada en 1535 y puesto que la aparición aconteció en 1481, tuvo que existir otra talla anterior cuyo paradero se desconoce en la actualidad. Se cree que esta imagen que se venera actualmente en la Basílica del Pino pudo ser llevada a la isla de Gran Canaria por Juan Pérez de Villanueva (el poblador más ilustre que había en Teror en el siglo XVI) para sustituir a la primitiva y pequeña imagen de Santa María de Therore aparecida en lo alto del pino en 1481.
El investigador Julio Sánchez Rodríguez sostiene que hasta tres imágenes de la Virgen del Pino se veneraron en Teror a lo largo de los siglos; La primera es a la que se le atribuye la aparición en el pino en 1481 y que actualmente se desconoce su paradero. La segunda imagen es la que se venera en el barrio terorense de El Palmar, que procede de Flandes y a la que luego se le cambió el nombre por el de Virgen de las Nieves. La tercera imagen es la actual que se venera en la Basílica del Pino.
Esta imagen que actualmente se venera en Teror es una talla realizada en madera policromada muy común y representativa su imagen, como las tallas religiosas de la Edad Media. Su altura es de 104 cm, sosteniéndose la talla en una peana de 30 cm. La efigie en sí, representa a la Virgen María adolescente, sosteniendo al Niño en sus brazos. La talla, atribuida a Jorge Fernández autor del retablo del Altar Mayor de la Catedral de Sevilla, posee un gran valor escultórico, siendo además una de las más antiguas que posee el archipiélago canario, puesto que la imagen data del siglo XVI.
Aunque la procedencia sea sevillana, el modelo iconográfico parece importado, teniendo en cuenta sobre todo que el artífice sevillano es de origen alemán, por lo que resulta normal que continuara realizando obras siguiendo el modelo aprendido en el norte de Europa.
Puede afirmarse pues que, la talla de la Virgen del Pino de Teror es una obra de transición definida por una simbiosis entre los modelos nórdicos y las propuestas hispanas. 
La Virgen presenta la cabeza descubierta, quedando al descubierto sus dorados y ondulados cabellos. Destaca además los pliegues de su manto celeste y dorado. En el Niño (conocido también como El Infante), destaca la posición de sus articulaciones, puesto que la mano derecha se apoya en el pecho materno y su pie, queda apoyado en la mano derecha de la Virgen Madre. 
Fray Diego Henríquez, declaró un manuscrito el cual se custodia en Londres, en el que hace una descripción detallada de la actual talla de la Virgen del Pino, venerada en la Basílica de la Villa Mariana de Teror:

"Lo alto de esta Santa Imagen es una vara y una tercia. Su materia ya está dicho por su boca: el mismo pino en que apareció. Es toda dorada, grabada y estofada. El manto es azul en fondo de oro y cae del cuello por lo anterior de los hombros hasta los pies, más por el lado derecho, por debajo del brazo derecho de la Santa Imagen, dobla un poco hacia el lado siniestro. La túnica es roja; el fondo dorado y hace sus dobleces o plegados sobre el pecho. Del cuello de la túnica, que tiene un dedo de ancho, a la raíz de la garganta de la Santa Imagen, caben tres dedos y algo más, en el cual espacio se descubre la camisa blanca que lo llena, tan sutil, que se trasluce todo el oro del fondo. No se descubre cíngulo, porque los brazos teniendo al Niño ocultan la cintura.—El cabello tendido y todo dorado de puro oro, sin algún esmalte ni otro matiz, del cual caen por lo anterior de los hombros, por cada lado del rostro, una madeja de ondas haciendo punta que llega más baja que el pecho. Todo lo demás del cabello cae por la espalda y del cuello abajo queda debajo del manto que lo cubre, de suerte que  no se puede ver más.—El admirable y celeste rostro, lleno sin exceso; el color candido; las mejillas rosadas propiamente; la frente proporcionada y hermosamente espaciosa; los ojos azules y con prudencia rasgados y en punto que miran a todas partes."

"La nariz perfectísima, derecha y delgada; las cejas delicadas; la preciosísima boca con muy notable gracia algo rasgada, y menos al lado izquierdo, que apenas se conoce, parece querer reirse, o principios que demuestran una muy prudente risa. La barba redonda, no gruesa ni aguda; la sacra cabeza algún poquito inclinada hacia el lado siniestro sobre el Niño. Es el Niño no postizo o dividido, si no de la misma pieza o de un madero con la Madre Tiénelo al lado del corazón, de donde le nace. La túnica dorada, grabada y estofada, es blanca, salpicada de estrellas azules."

"De la cintura abajo descubre todo el oro; tiene el bracito y mano derecha en el pecho de su Madre, de modo que los primeros dos dedos y la palma de la mano asientan sobre la cinta o cuello de la túnica de la Madre y los tres dedos últimos caen sobre la camisa de esta Señora. En la mano siniestra, que está con el brazo desviado en lo natural hacia afuera, tiene una fior rubia, como rosa y porque las bocas de las mangas de la túnica son anchas o abiertas a modo de manga religiosa, se descubre por dentro de esta manga siniestra el bracito desnudo hasta cerca del codo. Con ambas manos le tiene su Santa Madre; con la siniestra lo abraza y ciñe todo por la espalda hasta asomar por delante la mano, y cayendo algo apartado el dedo pequeño, los otros por dentro del brazo del Niño rematan en su costado. Con la derecha le sostiene el muslo siniestro por la parte de abajo de dicho muslo, de suerte que asienta el piecito siniestro sobre la muñeca derecha de la Madre, levantando la rodilla lo necesario, según lo natural, para que la planta de dicho pie asiente sobre la dicha muñeca. El piecito diestro cae derecho hacia abajo, arrimado al cuerpo de la Madre hasta descubrir por debajo toda la planta y pie, cuya punta asienta sobre un doblez de la túnica de la Madre..."

En numerosas partes de la actual talla, se podían observar diferentes símbolos (en la actualidad desaparecidos), en un lenguaje antiguo ya extinguido. Dichos jeroglíficos han sido traducidos, los cuales manifiestan las siguientes suscripciones:
- En el lado derecho:

"María Santísima Templo y Sagrario de la Santísima Trinidad, Emperatriz de los Cielos, Reina de toda la Corte celestial. Madre de pecadores y defensora de toda la santa Iglesia."

- En la túnica:

"Bendice el vientre que trajo nueve meses al Hijo de Dios hecho Hombre."

- En la pechera:

"Alabados y benditos sean los sagrados pechos y néctar con que se crio el Hijo del Eterno Padre y todos los que manifestaren y creyeren estos misterios y los confesaren para honra y alabanza de Dios, de Su Madre y bien de las almas, y a los verdaderos devotos de María Santísima asegura están escritos en su sacratísimo pecho."

La descripción hecha por el Ilustrísimo don Romero Zerpa en referente a las raras interpretaciones de las letras de la talla de la Virgen del Pino manfiesta exactamente lo siguiente:

"Estos cuatro renglones, según lo reveló su Majestad a una sierva de Dios, quiere decir que dicha santísima Imagen es Templo y Sagrario de la Santísima Trinidad, Emperatríz de los Cielos y Reina de toda la corte celestial. Madre de pecadores y defensa de toda la Iglesia Santa. Bendicen estas tres letras el vientre que trajo nueve meses al mismo Dios hecho hombre. Estas letras, lo primero alaban y bendicen los sagrados pechos y néctar con que se crio el Hijo del Eterno Padre y también significan a todos los que manifestaren y creyeren estos divinos misterios y los confesaren para honra y Gloria de Dios y alabanza a su Santísima Madre, y bien de las almas, y en particular de los verdaderos devotos de María Santísima, asegura están escritos en su Santísimo pecho. Ave María sin pecado original concebida."

Este tipo de inscripciones suelen aparecer también en otras imágenes de gran devoción en Canarias como la Virgen de Candelaria o el Cristo de La Laguna. Sin embargo, para el caso de la Virgen del Pino, el investigador terorense Gustavo A. Trujillo Yánez sugiere un motivo ornamental careciendo de cualquier sentido enigmático u oculto.
Los andares y el baldaquino de la Virgen datan del siglo XVIII, considerados actualmente una de las más ricas obras de arte y antiguas de Canarias; se atribuye a Juan Asensio prestigioso soldado y platero quién los realizó en su taller de San Cristóbal de La Laguna (Tenerife).  
En el año 1960, José Miguel Alzola escribe que toda una serie de profesionales de la Historia del Arte coinciden en que la talla de la Virgen del Pino debía tener procedencia sevillana, en relación con los autores y trabajadores del retablo mayor de la Catedral Hispalense en el año 1482. La imagen en sí, está datada en 1535 según las últimas investigaciones.
Al igual que ocurre con determinadas imágenes que han llegado a las Islas Canarias, como la Virgen de la Peña de la localidad de Vega del Río Palmas en Fuerteventura o la Virgen de las Nieves de Santa Cruz de la Palma, el origen de la Virgen del Pino de Teror es incierto en la actualidad, llevándose una profunda confusión colectiva; aunque en la actualidad se comparten las apreciaciones y conclusiones planteadas por Hernández Díaz, el cual relaciona el origen de la talla de la Virgen al escultor de origen germano Jorge Fernández y realizada en 1535. Señalar que aún no es posible vincular, de modo profundo, una de sus obras con la talla de la Virgen del Pino, puesto que nunca llegó a catalogarla junto con sus demás obras.

### Restauraciones de la talla
La principal intervención que se le ha practicado a la talla fue realizada por el Departamento de Escultura del Instituto Central de Restauración de Madrid, en el año 1974. Consolidaron la efigie; retirando materiales dispares que se le habían añadido a lo largo del tiempo. Al Niño le quitaron el brazo izquierdo, reponiéndole el antiguo que, afortunadamente, se conservaba.
No fue esta la única ocasión. Se tiene constancia documental de lo que pudo ser una severa intervención por parte del artista Arsenio de las Casas Martín, en 1894. Bajo criterios de actuación decimonónicos modificó notablemente la percepción de determinados elementos originales, hasta que pudieron ser corregidos con la moderna restauración efectuada en la época que comentábamos. Esta actuación se llevó a cabo sigilosamente, en los salones del camarín de la Virgen y bajo palabra "que no se había de saber que dicha restauración".

## Basílica y Patronazgo

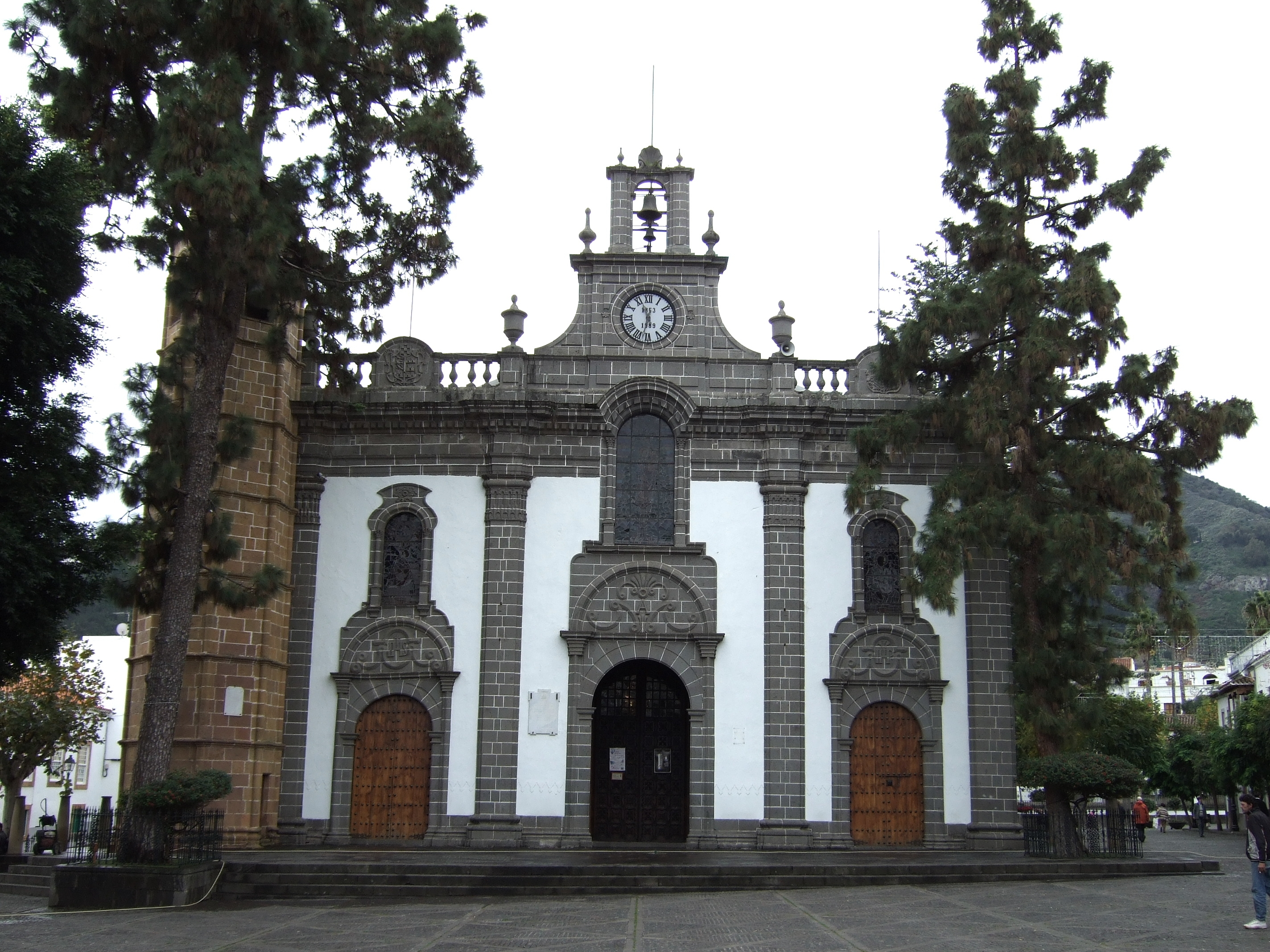
Fachada de la Basílica de Nuestra Señora del Pino en Teror.

La Basílica de Nuestra Señora del Pino de Teror fue creada parroquia en 1503 y la construcción del templo actual data de 1760. La riqueza artística del templo se manifiesta en el edificio, que posee tres naves ejecutadas en arcos de medio punto y cubierta de dos aguas, y una torre de sillería amarilla adosada en una esquina de su fachada principal. A propuesta del Obispo Marquina, fue declarada basílica en el año 1916. 
El 13 de abril de 1916, la Santa Sede concede al templo mariano el título de basílica, al tiempo que se elevaba al rango de fiesta de doble precepto para los fieles de Gran Canaria, la Natividad de la Virgen María, 8 de septiembre que, en dicho año, ya comenzó a cumplirse. Este templo es el primer templo mariano en recibir el título de basílica por parte de la Santa Sede en el archipiélago canario y el segundo tras la catedral de Canarias en recibir esta dignidad de basílica en el archipiélago canario por parte de la Santa Sede.
Por Decreto del Papa Pío X el 16 de abril de 1914, se designa patrona principal de la diócesis de Canarias (provincia de Las Palmas) a la Santísima Virgen del Pino. La Virgen del Pino es la patrona de la diócesis de Canarias, y patrona expecífica de Gran Canaria junto con Santa Ana y San Pedro de Verona. Por ello el 8 de septiembre es día festivo en Gran Canaria en honor a la Virgen del Pino debido a la devoción popular. Por otra parte, la patrona del Cabildo Insular de Gran Canaria es Nuestra Señora de la Soledad de la Portería Coronada, que se venera en la capital de la isla.
El 9 de septiembre de 1763, el colegio de abogados de Las Palmas de Gran Canaria, acuerda unánimemente declararla patrona. El rey Carlos III les concede tal patronazgo el 14 de noviembre de 1766. Desde entonces acude corporativamente a la función solemne el domingo siguiente al 8 de septiembre, conocido vulgarmente como "Día de las Marías", fecha en que también la Villa Mariana de Teror celebra su fiesta patronal en honor a la Santísima Virgen del Pino.
El mismo Carlos III, por real cédula de 19 de noviembre de 1767, regala a la Virgen del Pino 129 fanegadas de terreno baldío en el barranco de la Montaña o de la Virgen para sustento del templo, los ministerios y culto.

## Ajuares Litúrgicos
El patrimonio artístico de la Basílica de Nuestra Señora del Pino, es sin duda, muy valioso. Muchas son las obras que aún quedan en las dependencias del templo. Algunos de los tesoros que se encuentran en la Basílica y que poseen gran valor histórico en relación con la Virgen del Pino son los siguientes:
- El Cáliz de Guatemala, realizado en el año 1800 en plata sobredorada.
- Portapaces de la Inmaculada Concepción y la Virgen del Pino en el Pino de las Maravillas.
- Bandeja repujada en plata en su color realizada en México a lo largo del siglo XVIII.
- Bandeja barroca en plata en su color realizada también en México a lo largo del siglo XVIII.
- Jarra de confección napolitana, donada por doña Luisa Antonia Trujillo Osorio.
- Medalla de la Coronación Canónica y en conmemoración del Patronazgo de la Virgen del Pino sobre la diócesis de Canarias, confeccionada en el año 1914.
- Cofre de plata donde se recoge en relieve la efigie de la talla mariana de Teror.
- Manto de seda natural de color verde, bordado en hilo de oro que lució la imagen de la Virgen del Pino en su Coronación Canónica.
- Los pedestales de plata de los ángeles de madera policromada del trono de la Virgen del Pino y las columnas de las andas, todas ellas de destacable orfebrería, fueron realizadas también por Casimiro Márquez.
- Dosel realizado por las monjas del Císter en el año 1965 con una gran riqueza de elementos ornamentales.
- Dosel en terciopelo de seda bordado en oro realizado por el bordador Francisco Herrera en el año 2006.

## Títulos y honores concedidos a la Virgen del Pino
- En 1914 el Papa Pío X la nombra patrona principal de la diócesis de Canarias (que engloba la provincia de Las Palmas)[20][21]

- Patrona de la Villa Mariana de Teror[22]

- Alcaldesa Honoraria y Perpetua de la Villa Mariana de Teror[23]

- Patrona de la provincia de Las Palmas , el 12 de mayo de 1929 el Gobernador civil Don Mariano de Caceres Martínez consagró la Nueva e Ilustre Provincia de Las Palmas de Gran Canaria a la Virgen del Pino[24]

- Patrona del Colegio de Abogados de la Ciudad de Las Palmas de Gran Canaria[25]

- Patrona de la isla de Gran Canaria[1][2][3] conjuntamente con santa Ana[26][27] y san Pedro de Verona.[28][29]

## Coronación Canónica por la Reverenda Fábrica de San Pedro

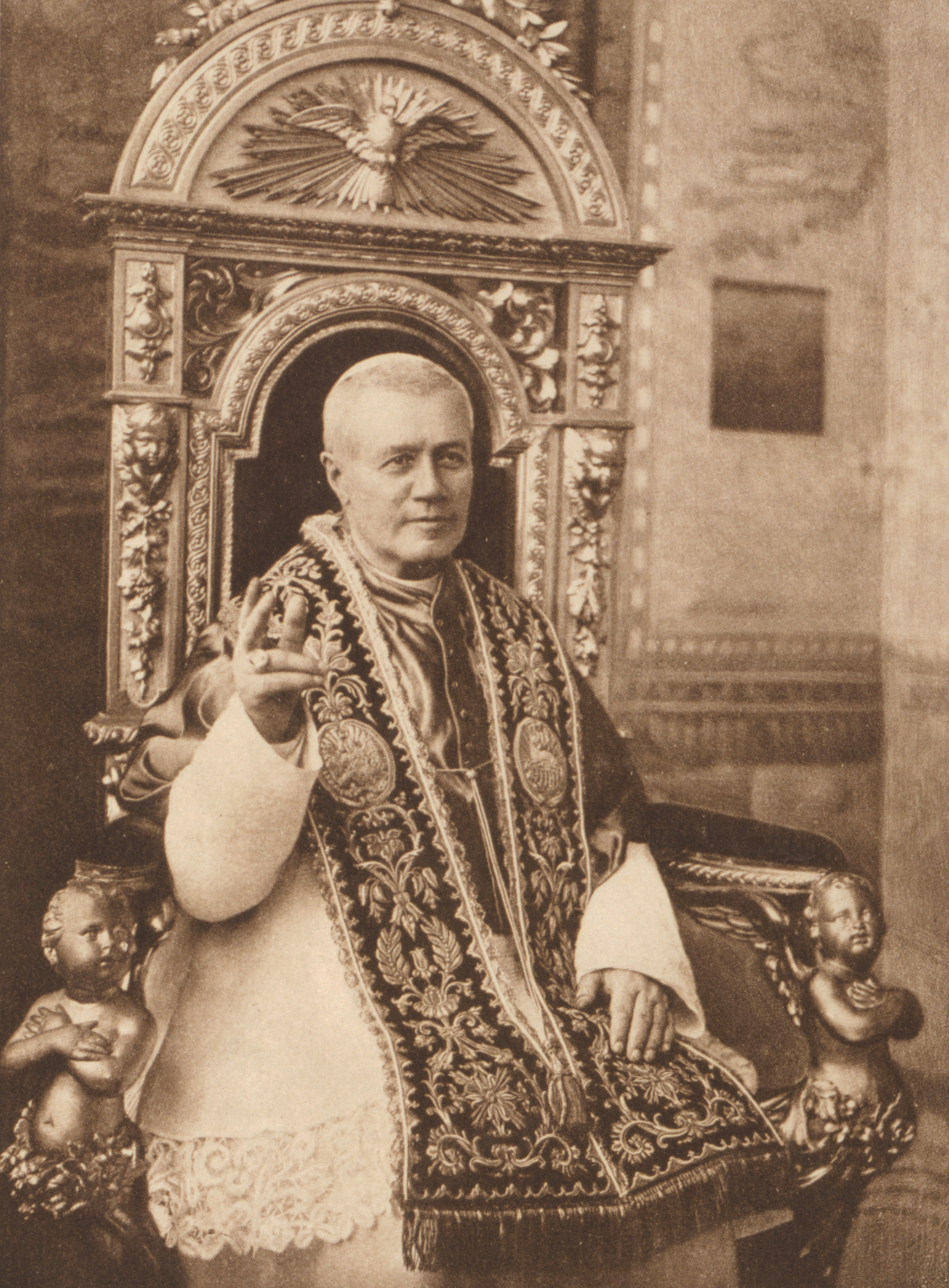
San Pío X. Proclamó a la Virgen del Pino Patrona Principal de la diócesis de Canarias y en su pontificado se concedió la gracia de la Coronación Canónica por la Reverenda Fábrica de San Pedro.

En 1904 se celebraba en la Iglesia las bodas de oro de la proclamación del dogma de la Inmaculada Concepción de María. La diócesis de Canarias solicitó con tal motivo la Coronación canónica de la imagen de la Virgen del Pino. El obispo fray José Cueto y Díez de la Maza elevó a la Santa Sede las preces de estilo. Fue concedida la gracia. Debía ser coronada en diciembre de 1904, pero el tiempo de invierno no era favorable. Por ello se estimó como más conveniente la fecha del 7 de septiembre de 1905, vísperas del Pino. El pueblo grancanario aportó las joyas necesarias para ello.
Desde el día en que se recibió el documento concesorio emitido por la Reverenda Fábrica de San Pedro por el cual concedían la coronación canónica de la sagrada imagen de la Virgen grancanaria, comenzaron las ofrendas de dinero para la construcción de las diademas y coronas. Estas coronas, fueron hechas en los talleres del orfebre don Casimiro S. Marquez, de Las Palmas, el cual utilizó para su construcción 800 gramos de or de 18 quilates, 34 brillantes, 56 esmeraldas, 180 granates y zafiros y 700 perlas.
El proyecto fue acogido en la diócesis con mucho entusiasmo, colaborado de tal manera todas y cada una de las parroquias de la diócesis de Canarias, así como todos los ayuntamientos de la isla, asociaciones, comerciantes, corporaciones de diferentes ámbitos.
Resultó una fiesta de singular esplendor y devoción, no faltando, incluso, la ofrenda de la Diócesis hermana de Tenerife, concretada en un valioso cáliz con la siguiente inscripción:

"La Diócesis de Tenerife a la Virgen del Pino de Teror en su Coronación"

Muchos fueron los periódicos que recogieron tal acto, puesto que era el medio más compacto y utilizado en el siglo XX. El periódico insular Diario de Las Palmas recoge las siguientes líneas de la descripción de tan emotivo acto:

"(...) en aquel momento, teniendo al instante supremo suspendido sobre aquella inmensa multitud silenciosa, estática, la figura venerable y querida del virtuoso Padre Cueto llega hasta la Santa Imagen, y tomando son sus manos temblorosas por la emoción, quizás la emoción más grande que haya sentido aquel corazón lleno de caridad y amor, la corona refulgente construida para su Patrona por el pueblo grancanario, la coloca sobre la cabeza de la Sagrada Imagen (...)"

Por último, siendo obispo de la diócesis de Canarias Miguel Serra y Sucarrat, el rey Alfonso XIII concede a la Santísima Virgen del Pino los correspondientes honores reales y representación real regia, el 26 de julio de 1929. Dichos honores y representación real debían realizarse cada 8 de septiembre.
Para tal ocasión especial en Gran Canaria, devotos llegados de todas las islas derrocharon su afán y fe con la creación de loas y dedicatorias a la Virgen del Pino. Las oraciones y loas oficiales recogidas el día de la Coronación por la Reverenda Fábrica de San Pedro fueron:

"Colocó en su cabeza una corona y se adornó con la vestidura de su celestial alegría"

"Tanta hermosura derramó al Señor en Ella a fin de que apareciese ante los cielos y la tierra con decoro incomparable"

"Tú la gloria de Jerusalén, tú la alegría de Israel, tú el honor de nuestro pueblo"

"Ciñó el Rey sus sienes con una diadema, ya la hizo Reina Soberana"

"La corona de oro que adorna su cabeza en el signo de santidad y de su gloria"

"Vestida del sol, con la luna a sus pies y coronada de estrellas"

"Ella es el sostén firmísimo de todas las almas fieles"

"Ella es el panegírico de todos los tiempos y de toda la eternidad"

"Feliz destino de los Píos Pontífices para con la Virgen. Pío V la proclama "Auxilium Christianorum". Pío VII confirma en Savona esta tierna advocación. Pío IX la declara desde Roma "Inmaculada". Pío X la corona hoy entre los fieles canarios"

"Ensalzada en todo el orbe, amada en el viejo y nuevo mundo por todos los fieles canarios"

"El ambiente que aquí se respira saturado está con el aroma de las singulares gracias que ha derramado sobre los atribulados corazones de sus hijos"

"Al desplegar sus divinos labios para pedir por nosotros, todos los bienaventurados prorrumpen en una armonía celestial de súplicas encendidas"

Es la única coronación canónica concedida por la reverenda fábrica de san Pedro que se ha producido en la diócesis de Canarias. El documento concesorio está emitido por dicha fábrica y así lo expone en su encabezamiento.

## Culto a la Virgen del Pino
La devoción a la Virgen del Pino como principal imagen devocional de la isla de Gran Canaria arranca en el siglo XVII, cuando comienzan a llevarse a cabo las bajadas de la imagen a Las Palmas de Gran Canaria por motivos de rogativas. A partir de aquí comienzan a popularizarse también las peregrinaciones a su santuario de Teror la noche de la víspera de la fiesta, el 7 de septiembre.
Con la consolidación del majestuoso templo, la veneración de los grancanarios a la Virgen del Pino se vio incrementada en diversos ámbitos. Los donativos en metálico de los feligreses permitieron llevar a cabo la culminación y finalización de tan ansiado Templo, además de los regalos ofrecidos a la Imagen de la Virgen.
Los donantes más destacados mayoritariamente han sido los Obispos de la diócesis de Canarias como el Ilustrísimo Fr. Joaquín de Herrera, que donó a la Virgen del Pino el manto de los Pinos, siento uno de los mayores tesoros que alberga la basílica de Teror.
Pero el culto a Nuestra Señora del Pino no sólo se basa en los donativos de calidad como dinero, alhajas, terrenos, mantos, candelabros, etc, sino que además de todas partes del archipiélago canario peregrinaban a Teror durante todo el año cuyo fin es recibir los Santos Sacramentos, celebrar los Novenarios, cumplir los votos de promesa.
La inmensa devoción a la Virgen del Pino ha permitido que desde épocas antiguas se la haya contado entre las devociones principales de las Islas Canarias, como también sucede con las imágenes tinerfeñas de la Virgen de Candelaria y el Cristo de La Laguna. Históricamente, estas tres devociones han sido las más representadas en cuadros, óleos, grabados y las que más difusión y referencias a sucesos milagrosos tuvieron en el archipiélago, sobre todo durante la época barroca de los siglos XVII y XVIII.
En 1991 tuvo lugar el hermanamiento de la Villa Mariana de Teror con la Villa Mariana de Candelaria (Tenerife), hecho que es considerado como trascendental en la historia religiosa, cultural y social de Canarias. Esto se debió principalmente a que en ambas villas se veneran las dos imágenes marianas más populares del archipiélago canario: la Virgen de Candelaria y la Virgen del Pino. Desde entonces una representación municipal de Candelaria encabezada por el alcalde acude y participa en las Fiestas de la Virgen del Pino en septiembre.

## Trono, Andas, Baldaquino y Ajuares de la Virgen del Pino

### Trono, Andas y Baldaquino de la Virgen del Pino

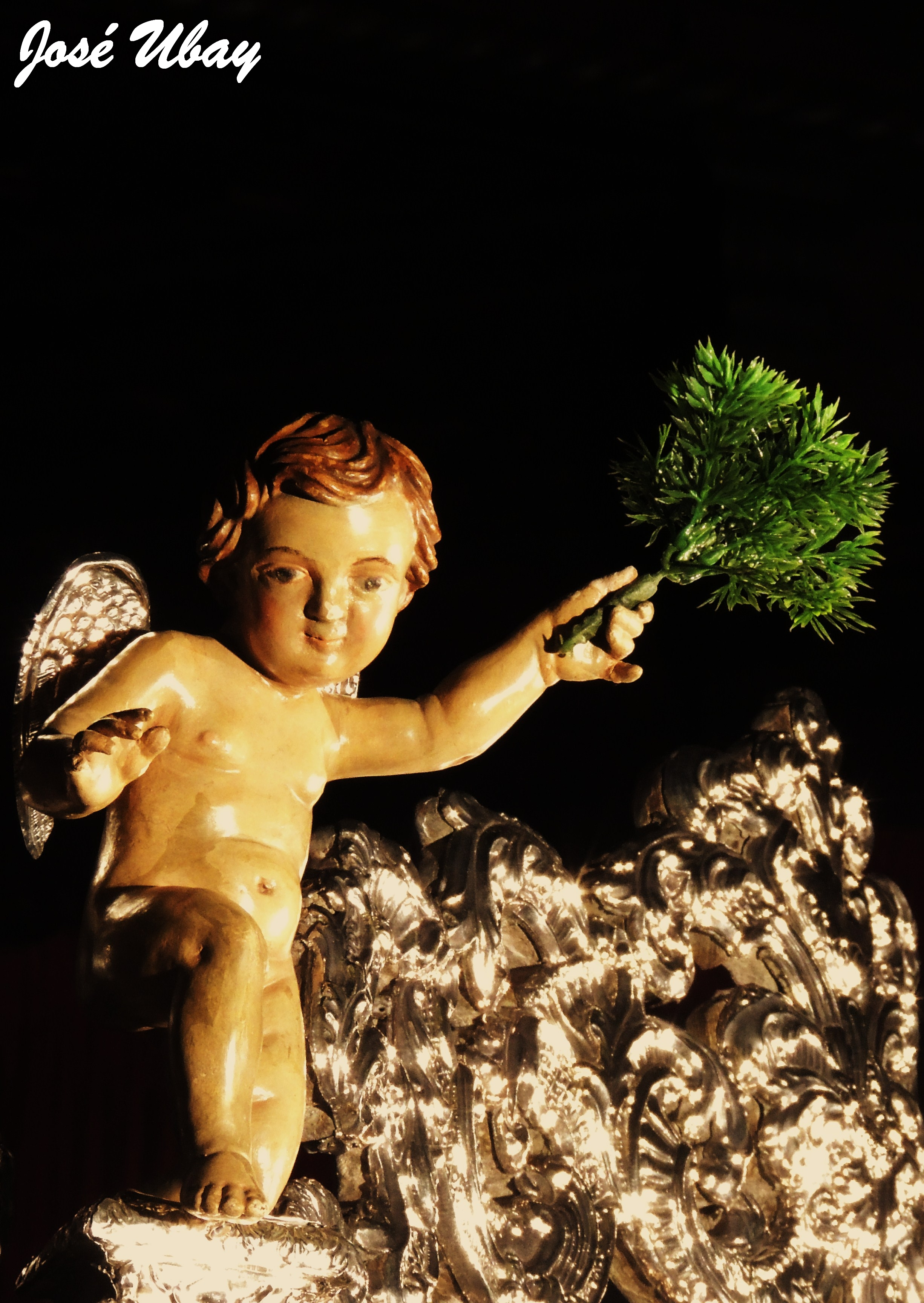
Ángel de madera policromada custodia del Baldquino de plata de la Virgen del Pino.

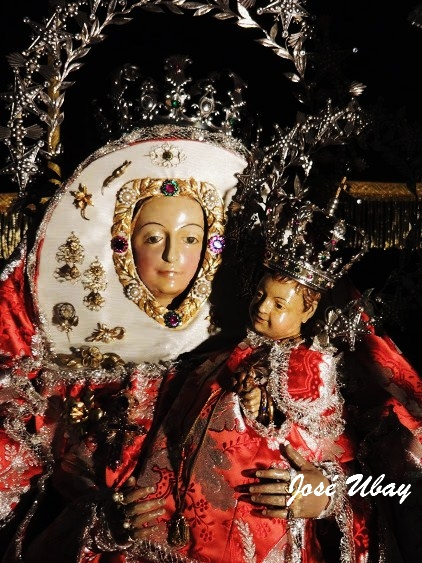
Nuestra Señora del Pino con el manto rojo de las rogativas, estrenado en el año 2002.

El trono, el baldaquino y las andas actuales son obra, de cuan prestigioso taller canario. Sus primeras elaboraciones data del siglo XVIII. A lo largo del año 1722 se iniciaron los trabajos del trono de plata y las andas para la Virgen del Pino. Su autor fue Juan Asensio quién los realizó en su taller de San Cristóbal de La Laguna en la isla de Tenerife, el cual lo realiza por encargo del prior D. Felipe Machado, mayordomo de la Basílica de Nuestra Señora del Pino. La Virgen del Pino es una de las primeras imágenes de la Virgen María en Canarias, en estar bajo baldaquino, siendo este uno de los más antiguos del archipiélago canario

### Ángeles

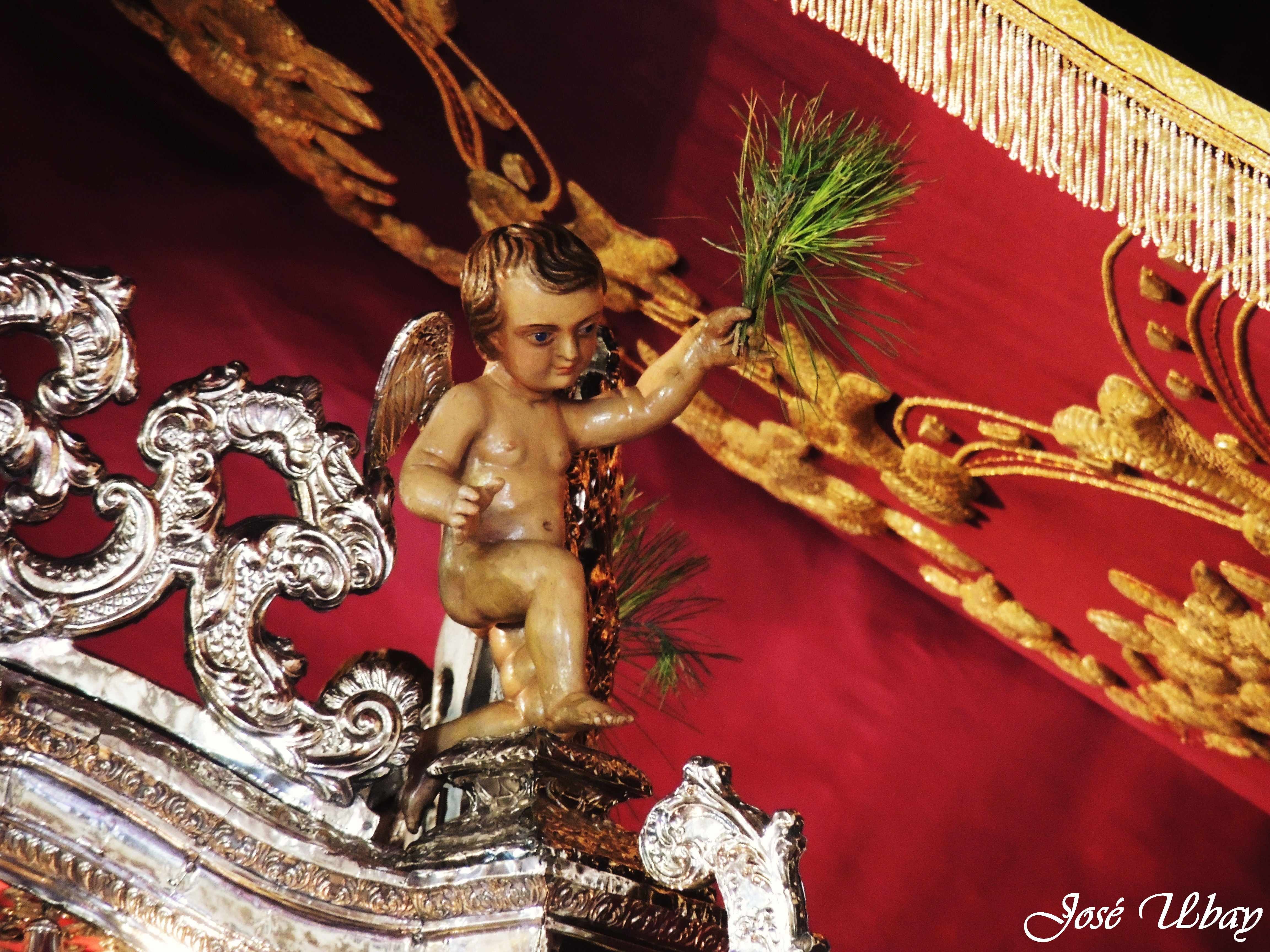
Ángel de madera policromada en el baldaquino de la Virgen del Pino.

El trono, baldaquino y andas de la Virgen del Pino, está compuesto además por ocho ángeles de madera policromada que rodean y custonian la talla revestida de la Virgen del Pino. Destacan sobre todo cuatro de ellos, que están presente en las esquinas superiores del baldaquino; éstos llevan sujetos en sus manos cada uno una rama de Pino, símbolo de tal Advocación Mariana, mientras que los otros cuatro portan un incensario cada uno, símbolo de alma pura y pureza divina. Todos y cada uno de ellos datan del siglo XVIII y sus alas de plata fueron confeccionadas por prestigiosos plateros de Madrid y Córdoba.

### Ajuares de la Virgen del Pino
Si hay una cosa que caracteriza la Virgen del Pino de Teror, son sus indumentarias y mantos. A pesar de que la efigie fue vestida desde el siglo XVI, no se conservan hoy atavíos anteriores al siglo XVIII. Los mantos de Nuestra Señora la Virgen del Pino de Teror son: morado, verde, el de los Pinos, rojo salmón, dos mantos para diario (uno blanco y el de color salmón o manto rosa), uno de color lamé de plata, el celeste, el terno blanco y el manto de seda natural.
- El manto de color lamé de plata fue regalado por los señores Vega-Sintes, el cual sólo fue utilizado un año para diario. Actualmente, este rico ajuar se encuentra en el Camarín de la Basílica de Nuestra Señora del Pino. Los señores Vega-Sintes, por ser nombrado Don Matías Hijo adoptivo de Teror se lo regalaron a la Virgen del Pino por el engrandecimiento que se dio a las Fiestas del Pino a partir de 1951.

- El traje morado o de penitencia, se le llama también traje de las rogativas, el cual fue estrenado en el año 1758 y realizado gracias a los donativos recogidos en todo el archipiélago. Casualmente, en ese año hubo una plaga de cigarra del tipo berberisca; con lo cual, la Virgen bajó a Ciudad de Las Palmas de Gran Canaria del 11 al 25 de octubre de 1936 con este manto de las rogativas, cuyo fin era el imploro y el auxilio por el feliz término de la Guerra Civil.

- El manto verde fue bordado por las religiosas Hermanas de la Caridad del Hospital de San Martín, realizado en 1860.

- El manto de Los Pinos se estrenó en 1785 y está entre los objetos de gran valor puesto que constituye uno de los más ricos tesoros en referente a la Villa Mariana de Teror, la Virgen del Pino y su Basílica. Es de tisú y fue regalo del obispo Joaquín Herrera de la Barcena.[30]

- El manto blanco es de tisú, fue regalado en 1762. En la bajada de la Virgen a Las Palmas de Gran Canaria en el año 1801 se le puso este traje. Esta bajada fue realizada por falta de agua.

- En las Fiestas Mayores del Pino del año 1980, con motivo de las bodas de Diamante de su Coronación Canónica, estrenó un nuevo manto verde realizado por Francisco Herrera y Juan Carrasco.

- Con motivo del cincuentenario del patronazgo de la Virgen del Pino, como patrona principal de la diócesis de Canarias, en 1964 y por el 50 aniversario de la creación de los cabildos insulares de las Islas Canarias, el Cabildo Insular acordó regalar un manto a la Virgen, de color celeste, que fue bordado por las religiosas cistercienses en la isla de La Palma.

- En la bajada de la Virgen del Pino a la ciudad de Las Palmas de Gran Canaria en el año 1868, la Virgen estrenó un terno de color blanco, realizado por las hábiles manos de las religiosas del hospital de San Martín.

- Las últimas piezas que recibe la patrona diocesana son un traje y manto de seda natural, en el año 2002, fue donado por la camarera D.ª Ana del Castillo y Bravo de Laguna, en color rojo salmón, trabajado por el artista D. Francisco Herrera, artífice que desempeñó labores similares para la imagen de la Virgen del Carmen en el barrio de La Isleta (Las Palmas de Gran Canaria), así como las que se relacionan con la venerada imagen de Nuestra Señora de los Dolores en Mancha Blanca (Tinajo, Lanzarote).

- El último ajuar realizado hasta ahora, para la Virgen del Pino se trata de un terno de color rosa o salmón para su uso en el camarín, regalado y estrenado en el año 2008 por una familia natural de la isla de Fuerteventura, hecho que manifiesta la inmune devoción hacia la Virgen del Pino.

### Camarera Mayor de la Virgen del Pino
Son muchas personas las que a lo largo de la historia de la imagen de la Virgen del Pino, se encargan de su cuidado durante todo el año.
Actualmente, la camarera mayor de la Virgen del Pino es la señora Pino Escudero y del Castillo, encargada de vestir la talla de la patrona de la diócesis de Canarias ; además del cuidado de su ajuar y del cuidado del Camarín.

## Festividad

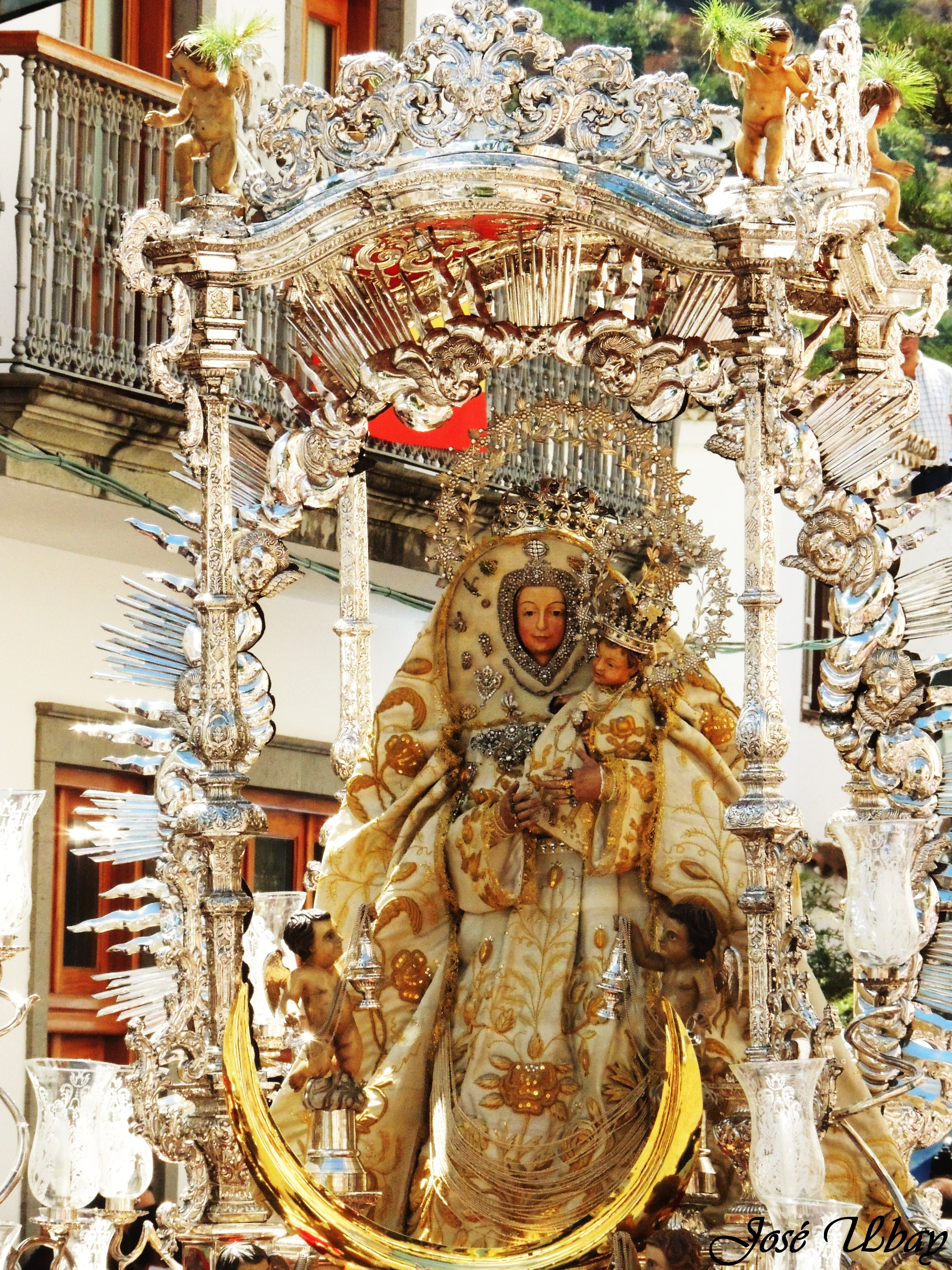
Imagen de la Virgen, en sus Fiestas Mayores.

La aparición de la Virgen del Pino convirtió a Teror en el centro de peregrinación de toda isla. La historia de la festividad se remonta al siglo XVI, cuando la imagen era llevada a Las Palmas de Gran Canaria para hacer rogativas ante la falta de lluvias que se padecía en la época.
Sobresalen actos de índole festivo y religioso como:

### Bajada de la Virgen del Pino desde su Camarín
Realizado cada 5 se septiembre en el cual la efigie de la Virgen del Pino es bajada desde su Camarín hasta su trono procesional para presidir los actos de su festividad.
La imagen de la Virgen procede a su bajada gracias a un mecanismo de railes instalados en la basílica para dicho acto.

### Romería Ofrenda
Acto lúdico y festivo realizado cada 7 de septiembre en el cual colaboran, todos y cada uno de los municipios de la isla, con representación del Cabildo de Gran Canaria. Se trata de una de las romerías-ofrendas más multitudinarias de Canarias por su gran afluencia de personas. Es tradicional también, la participación en la Romería-Ofrenda de la Villa Mariana de Candelaria (municipio hermanado con Teror). Considerada una de las mejores romerías realizadas en el archipiélago, impulsada por el entonces cronista de Teror (Néstor Álamo) quién tomó como referencia la Romería de San Benito Abad de San Cristóbal de La Laguna en la isla de Tenerife.
La romería-ofrenda sale el 7 de septiembre del Castañero Gordo y llega a las puertas de la basílica de Nuestra Señora del Pino, en la cual, es característico de las romerías canarias, que cada pueblo acuda con su propia representación, una carreta tirada por bueyes con una carroza que representa a la población, seguida de romeros.
Como marca la tradición el 7 de septiembre se trasladan romeros de toda la isla de Gran Canaria a cumplir las promesas. Antiguamente, todas y cada una de las personas que cumplían su promesa dicho día, debían de entrar en la basílica, caminando sobre las rodillas puesto que se considera el día del exvoto y la limosna, de los pies descalzos y las trenzas sueltas y del caminar mudo por las cumbres de la isla hasta llegar a la basílica.

### Peregrinación o Caminata del Pino
Denominada también, Caminata del Pino, es celebrada desde los primeros años del siglo XVIII en el cual comienzan a realizarse las peregrinaciones del 8 de septiembre, aumentando la concurrencia de fieles. Hoy en día, la tradición manda ir andando hasta Teror la noche del 7 al 8 de septiembre. Con motivo de la multitudinaria presencia de peregrinos durante toda la noche de la víspera de las fiestas mayores de la Virgen del Pino, la imagen de la Virgen del Pino es trasladada al atrio de la basílica de Teror de manera que todas y cada una de las personas que se trasladan a Teror podrán acercarse a la imagen mariana sin tener que entrar en la Basílica. La imagen de la Virgen del Pino permanece en el atrio de la Basílica toda la noche hasta las 5 de la mañana , hora en que comienzan las Misas del alba de los peregrinos.

### Solemne Pontifical y Procesión
Concelebración de la Solemne Eucaristía, celebrada cada 8 de septiembre, festejando la Natividad de la Virgen María y también como Patrona de la diócesis de Canarias. Dicha misa es presidida por el obispo de la diócesis de Canarias y concelebrada por sacerdotes llegados desde diferentes puntos de las islas, también en dicho acto hay una representación de la Casa Real, como el presidente del Gobierno de Canarias, del cabildo de Gran Canaria y demás autoridades municipales insulares.
Concluida la misa, procede la procesión, con la imagen de la Virgen del Pino por el casco histórico y cultural de Teror, en la cual, desfilan, entre otros ya mencionados, la Brigada del Ejército Español, concretamente el Regimiento de Infantería Ligera Canarias 50, con su Banda de Cornetas y Tambores y soldados, los cuales se encargan de escoltar la imagen en su recorrido procesional.
En la solemne procesión de la Virgen del Pino, le acompañan el clero diocesano y desfilan personas de altos cargos políticos y sociales. El orden del cortejo en la Solemne Procesión es el siguiente:
- La cruz basilical de la Basílica de Nuestra Señora del Pino.
- Representación cultural canaria: Mujeres ataviadas con la mantilla tradicional canaria.
- Sacerdotes en representación de todos los municipios de la diócesis de Canarias.
- Los canónigos de la Catedral de Canarias.
- El trono de Nuestra Señora del Pino, escoltada por el Regimiento de Infantería Ligera Canarias N.º 50.
- El obispo de la diócesis de Canarias, el vicario general de la diócesis de Canarias, y el rector de la basílica mariana.
- Ilustrísima Banda Municipal de la Ciudad de Las Palmas de Gran Canaria.
- El Representante de SSMM el Rey.
- La corporación municipal del ayuntamiento de la Villa Mariana de Teror.
- Representación del municipio hermano de Candelaria.
- La corporación del Cabildo de Gran Canaria, encabezado siempre por el presidente.
- Los alcaldes de los 21 Municipios de la isla de Gran Canaria.
- La corporación del Parlamento de Canarias.
- La corporación del Gobierno de Canarias.
- El General Jefe de las Tropas Militares en el Archipiélago Canario
- El Cuerpo Consular representado por diferentes Consulados tales como Cuba, Mauritania, Italia...
- Representación policial de la Villa Mariana de Teror.
- Delegado de defensa de Canarias.
- Coroneles de la Guardia Civil
- El rector de la Universidad de Las Palmas de Gran Canaria.
- El Jefe del Tribunal Superior de Justicia de Canarias.
- Banda del Batallón de Artillería Ligera Canarias Batallón 50.
- Soldados del Batallón de Artillería Ligera Canarias Batallón 50.

Una vez la Virgen procede a la entrada a su basílica, hace acto de presencia el cuerpo de aire del ejército a manos de un F-18, los cuales ponen broche de oro a la finalización de la procesión con su desfile aéreo por la Villa Mariana de Teror.

### Novena
Culto litúrgico, en el cual, todos y cada uno de los barrios pertenecientes a la Villa Mariana de Teror, hacen acto de presencia y proclaman su intercesión dando gracias por los pagos recibidos en el año y también la diócesis de Canarias. Tiene lugar del 8 al 16 de septiembre de cada año.

### Festividad del Dulce Nombre de María
La festividad del Dulce Nombre de la Virgen María, también llamada también Fiesta de las Marías, es la fiesta patronal de la Villa Mariana de Teror, en honor a la Santísima Virgen del Pino. Se trata de una festividad exclusiva del municipio, puesto que, la festividad del Día del Pino, es de índole diocesana e insular.
Se celebra la Eucaristía y procesión, en la cual, son lanzados numerosos fuegos artificiales.

### Subida de la Virgen del Pino hasta su Camarín
Al igual que ocurre con la Bajada de la Virgen del Pino desde su Camarín se trata de un acontecimiento único en Canarias, en el cual la efigie de la Virgen del Pino es subida desde su trono procesional hasta su camarín, por medio de un mecanismo de raíles instalados exclusivamente en la Basílica para dicho acto.

## Himnos de la Virgen del Pino

### Himno Oficial Nuestra Señora del Pino "Ante el solío"[49]
Miguel Suárez Miranda, Bernardino del Valle y Tejera

"Ante el solio de luz esplendente
Donde llena de gloria te vemos
Deja ¡Oh Madre! que alegres cantemos
inflamados los pechos de amor."

.

"¡Salve Virgen Gloriosa del Pino,
del canario solar protectora
¡Oh mil veces bendita la hora
que pusiste tu trono en Teror."

"A la bendita sombra
del pino sacrosanto
junto a tu dulce manto
Oh Virgen Celestial"

"Canarias hoy acude
de júbilo inundada
al verte proclamada
Patrona Principal."

"Bendice desde el Pino
tu Diócesis de Canarias
y escucha la plegaria
que os voy a dirigir"

"La Fe de nuestros padres
la Fe en que nos criamos
que nunca la perdamos
¡Oh Madre!, antes morir."

"Cuando Septiembre llega
si los férvidos romeros
sus votos más sinceros
te vienen a ofrendar."

"En cambio ellos dichosos
tu bendición Materna
señal de vida eterna
se llevan a su hogar"

"Desde entonces ¡Oh Madre Querida!
nuestra luz siempre has sido y consuelo
pues nos muestras la senda del cielo
y mitigas la cruz del dolor."

"Haz que siempre nos cubra en la vida
de tu pino del verdor sacrosanto
y hasta el cielo nos lleve tu manto
con su dulce y materno calor."

La sinfonía de este himno fue compuesta por el profesor del conservatorio de la Filarmónica y director de la Banda Militar de Las Palmas de Gran Canaria, José Moya Guillén.

### Himno Popular a Nuestra Señora la Virgen del Pino (1955)
Miguel Suárez Miranda

"Reina sonriente,
Madre del Amor,
Eres, oh dulce, oh pía, oh clemente,
De la canaria gente
La torre del fervor"

.

"Tú eres la esperanza del pueblo canario,
Firme sobre el árbol de eterno verdor…
Eres Tú la que vio de un santuario
De dragos y pinos nacer a Teror"

.

"Fuerte como el Pino la fe nos perviva,
Virgen Capitana, Reina de la paz;
Seas Tú puerto fiel al que arriba
La nave del alma buscando tu faz"

.

"Cuando las tres Naves de inmortal memoria
Necesariamente tocan nuestro mar…
Cuando de rodillas caminado llegan
Romeros de toda la isla a Teror,
El perdón y la dicha les entregan
Tu rostro de Madre… tus ojos de amor…"

"Bendice, Señora, de España el destino.
Protege a Canarias y al pueblo natal;
Que el rumor y el aroma de tu Pino
Nos recuerden siempre tu amor maternal."

### Himno Marcial
Santiago Tejera Ossavarry

"Oh Virgen del Pino
Imán de Teror,
Tu encanto divino
Cautiva mi amor."

"Amor con que adoro
Tu santo escabel,
Más rico que el oro,
Más dulce que miel."

"Su Reina te aclama,
Su madre y su vida
Canaria rendida
Por fiel emoción."

"Y todas las Islas
Su ejemplo imitando
Te dan cetro y mando
Con leal corazón."

### Himno de Peregrinación
Tejera

"Salve, Virgen, Señora del Cielo,
blanca Estrella de amor encendida:
Feliz puerto del mar de la vida
Esperanza del triste mortal."

"No abandones Oh Madre
al anciano que apacienta
la grey de tu Hijo:
Haz que cese tu llanto prolijo
aplastando el dragón infernal."

## Peregrinaciones Marianas
Era constante la práctica en los pueblos y regiones implorar la divina misericordia por las numerosas calamidades con oraciones colectivas, severas penitencias, y grandiosas peregrinaciones a los lugares y santuarios de mayor devoción.
Así lo practicaba el pueblo grancanario con la Virgen del Pino, pero cambiando los hechos, porque en vez de acudir a las masivas peregrinaciones a Teror, era la efigie de la Virgen, dejando su basílica, tomaba el camino de Las Palmas de Gran Canaria para recibir allí las quejas y los anhelos del pueblo angustiado.
Existe constancia escrita, que la primera bajada de la Virgen del Pino a la capital grancanaria, se realizó en 1607, domingo 20 de marzo por falta de lluvias. Cincuenta y un veces ha bajado la Virgen del Pino a Las Palmas de Gran Canaria desde su Basílica de Teror.
Falta de lluvias, epidemias locales o peninsulares, guerras, volcanes, langosta, etcétera.
La primera de las bajadas supuso el inicio de una tradición, aunque los motivos que impulsaron las rogativas de la presencia de la Imagen en la capital grancanaria, fuera la falta de agua, guerras, enfermedades y epidemias, plagas, catástrofes, etcétera. 
Encontramos justificación en la sociedad de la época, sociedad agraria y religiosa.
Los factores y causas que juzgaron que la imagen de la Virgen del Pino fuera la imagen elegida para las peregrinaciones religiosas fueron: el misterio y milagroso acto de la aparición, la devoción del pueblo grancanario, pertenencia de la basílica de Nuestra Señora del Pino al beneficio de la catedral de Canarias.
En el año 2007, se celebró el 400 aniversario de la primera bajada de la imagen de la Virgen del Pino desde Teror a Las Palmas de Gran Canaria. Con motivo de tal aniversario, se han publicado recientemente varios libros que recogen la experiencia y el apogeo multitudinario a lo largo de estos 4 siglos.

### Religión y Política en las Peregrinaciones Marianas
Las peregrinaciones de la Virgen del Pino a Las Palmas de Gran Canaria con el paso de los años se ha convertido en una tradición. 
Durante casi todo el siglo XIX, la sociedad había cambiado sustancialmente, y la necesidad de bajar la imagen por epidemias, guerras o sequías se consideraban insuficientes; con lo que durante el siglo XIX, la Virgen del Pino no realizó ninguna peregrinación oficial a Las Palmas de Gran Canaria.
Con la llegada de los mandos militares falangistas en el año 1936, consideraron oportuna la bajada de la Virgen del Pino. Proposición altamente política cuyo fin era implorar el fin de la guerra civil española y la victoria de los Nacionalistas. Aunque el clero no contaba con esa iniciativa, fueron rotundamente obligados a tramitar los preparativos de la bajada por la represión del momento.
Con tal complicado periodo de guerra y la fuerte represión interna, el obispo de la diócesis de Canarias, Antonio Pildaín manifestó la necesidad con un mandato en que, la Virgen del Pino sólo fuera bajada a Las Palmas de Gran Canaria con motivos religiosos respecto a lo político. Y así fue, las bajadas de 1954 y 1965 tuvieron independencia absolutamente religiosa. Con la llegada de la Democracia, la diócesis de Canarias, bajo el mandato del que fuera su obispo, Ramón Echarren apoyó la iniciativa y así se realizó en los años 1988, 2000, 2014 y 2025.

### Rutas de las Peregrinaciones Marianas
En los pasados siglos, el acceso a la Villa Mariana de Teror era dificultoso. A lo largo de 1607 y 1815, las bajadas de la imagen de la Virgen del Pino a Las Palmas de Gran Canaria, coincidían con las mismas rutas; en cambio las Peregrinaciones han sufrido a lo largo de los años unos bruscos cambios de rutas.
La tradición de las primeras bajadas, la imagen de la Virgen del Pino, procesionaba desde Teror hacia la Fuente Agria; y desde allí hacia el Lomo Blanco, Macuervos, san José del Álamo, Las Canteras y san Lorenzo; desde san Lorenzo se remontaba hacia Tamaraceite y desde allí a Cruz de Piedra, las Rehoyas, san Nicolás y Vegueta.
Con la construcción de la carretera que unía los municipios de Teror con el de Las Palmas de Gran Canaria, las peregrinaciones marianas de los años 1936, 1954, 1965, 1988, 2000, 2014 y 2025 se vieron modificadas. Con estas nuevas construcciones viarias, las multitudinarias peregrinaciones se vieron obligadas a cambiar la ruta con la llegada al barrio capitalino de las Rehoyas, en el que, a la Virgen del Pino se le da la bienvenida oficial en el Castillo de Mata. Una vez y llegados al Castillo de Mata, continuaba por la calle Bravo Murillo, Triana y Malteses. Esta ruta sólo se ha visto alterada en dos ocasiones puesto que en los años 1954 y 1965, la Virgen del Pino, entraba a la ciudad por el barrio de Guanarteme.

### Cronología de las estancias de la Virgen del Pino en la Catedral de Canarias

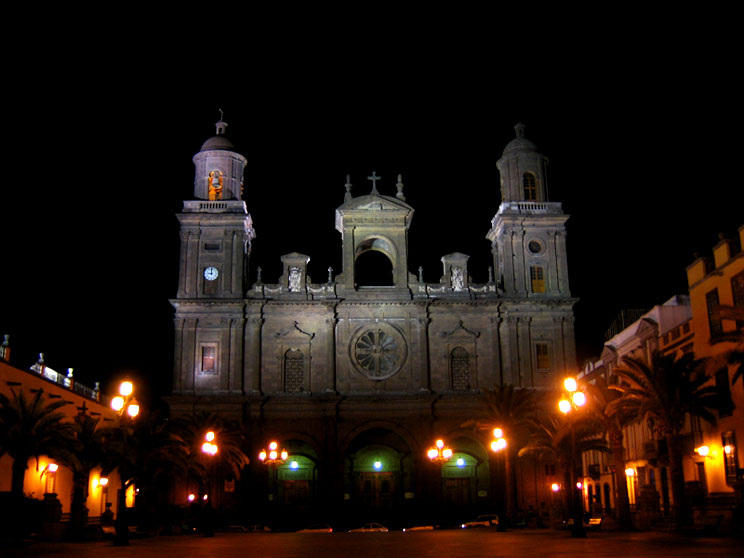
Catedral de Canarias, templo donde se hospeda la Virgen del Pino en sus peregrinaciones.

Muchas son las bajadas que ha realizado la Virgen del Pino a Las Palmas de Gran Canaria para culminar rogativas en la Catedral de Canarias.
Libro: "La Virgen del Pino en la Historia de Gran Canaria"
- La primera bajada de la Virgen del Pino a la ciudad de Las Palmas fue el domingo 20 de marzo de 1607, por la falta de lluvias.

- El 19 de marzo de 1620 volvió a realizar el camino de bajada a la Ciudad desde Teror. La causa fue también por la gran necesidad de agua. En sus estancia en Las Palmas de Gran Canaria, la acompañaron el Cristo de la Vera Cruz, San Juan Bautista de Arucas y santa Brígida de la Vega.

- En el mes de marzo del año 1627, por la falta de lluvia y a petición de los labradores visitó la capital grancanaria.

- El 10 de abril de 1631, volvió a emprender el camino por la falta de lluvias.

- El 2 de febrero de 1632 por la falta de agua.

- Desde el 11 de marzo de 1635 al 22 del mismo mes se hospedó en la Catedral de Canarias, por la sequía, a petición de los vecinos.

- En el año 1646, desde el 14 al 23 de marzo, por la langosta, a petición del pueblo. En esta bajada acompañó a la imagen de San Pedro Mártir.

- En 1652 se proclamó su bajada desde su Santuario de Teror por los buenos temporales, con san Juan de Arucas y santa Brígida.

- En el año 1659, del domingo 26 de octubre al 9 de noviembre, por la langosta berberisca, a petición de los vecinos y labradores.

- En el año 1661, del 10 al 24 de marzo por la necesidad de agua, a petición de los vecinos, con santa Brígida y san Juan de Arucas.

- En el año 1668 del 7 al 17 de marzo, por la necesidad y falta de agua, a petición de los labradores de la isla, con santa Brígida y san Lorenzo.

- En el año 1673, el 13 de abril de 1673, a petición de los vecinos, con santa Brígida y san Juan de Arucas y el Cristo de la Vera Cruz.

- En el año 1675, el 26 de enero por la necesidad de agua, a petición de los vecinos de la isla de Gran Canaria, con el Cristo de la Vera Cruz, san Juan de Arucas y santa Brígida.

- En el año 1677, desde el 18 de febrero al 14 de marzo, por la necesidad de agua y grandes calamidades, con san Juan, santa Brígida y Cristo de la Vera Cruz a petición de la ciudad por medio de sus Regidores.

- En el año 1677 el 18 de agosto, por las guerras y peste de Murcia y las huestes de Cataluña y Flandes a petición del Rey. La imagen llegó a la ciudad con san Juan y santa Brígida.

- En el año 1678, el 17 de agosto, por el buen suceso de la monarquía y recuperación de Mesina y por la peste y hambre de España.

- En el año 1681, el 8 de abril, por la peste en la península, especialmente en Cádiz.

- En el año 1684, en febrero, "por la gran falta de agua que había en todas las Islas" bajándose el Cristo del altar mayor de la Catedral de Canarias. Se trata de la última bajada antes de caerse el Pino de las Maravillas de Teror.

- En el año 1689, el 7 de abril, por la falta de lluvia en todas las islas, con san Juan, santa Brígida, santos Justo y Pastor, san Lorenzo y el Cristo del altar mayor de la catedral de Canarias.

- En el año 1703, el 17 de enero, a petición de los vecinos, por la falta de agua en las costas, y por la monarquía.

- En el año 1704, del 2 al 24 de abril, por epidemia, con las imágenes san Nicolás, san Roque y san Sebastián.

- En el año 1711, el viernes 6 de marzo por falta de lluvias.

- En el año 1712, el 12 de abril, por la falta de lluvias.

- En el año 1719 del 5 al 27 de marzo por falta de agua, a petición de la ciudad de Las Palmas de Gran Canaria.

- En el año 1721 del 11 de febrero, al 15 de marzo, por falta de lluvias y enfermedades, a petición del ayuntamiento. Con la Virgen del Pino bajó santa Brígida, san José del Álamo, y san Juan de Arucas.

- En el año 1722, del 17 de febrero al 23 de marzo, a petición de la capital grancanaria, por la enfermedad de tabardillo.

- En el año 1731, del 18 de enero al 17 de febrero, por la catástrofe de los volcanes de Lanzarote y la falta de lluvias.

- En el año 1742, el 1 de mayo por la gran epidemia de dolor de costado. Se quedó para la procesión del Corpus Christi.

- En el año 1747 del 5 de marzo al 8 de abril, por falta de lluvia en todas las islas. A petición de la ciudad y su ayuntamiento, que con motivo de las fuertes lluvias a su retorno a la Villa Mariana de Teror, el ayuntamiento de Las Palmas de Gran Canaria acordó regalarle a la Virgen del Pino unas andas de cristal para ocasiones como tal. Estas andas se encuentran actualmente en el camarín de la basílica de Teror.

- En el año 1749 del 12 de abril al 21 de mayo, a petición de la ciudad, por la falta de lluvia en las islas y por las enfermedades.

- En el año 1758, del 28 de marzo al 6 de mayo, por la cigarra berberisca. Acompañó a la Virgen del Pino las imágenes de san Nicolás y san Isidro Labrador.

- En el año 1762, del 1 de mayo al 12 de junio, después de la octava del Corpus, por la necesidad de agua y temores de guerra, enfermedad y hambre, a petición de la ciudad.

- En el año 1764, del 23 de febrero al 3 de abril, a petición de la ciudad, por la falta de lluvias en la isla de Gran Canaria.

- En los años 1769, 1770, el 16 de noviembre, de 1769 al 20 de enero de 1770, por epidemias, falta de lluvias y cigarras. La Virgen fue acompañada de san José, san Juan, santa Brígida, san Lorenzo, san Roque, san Sebastián y santos Justo y Pastor. Se mandó llevar a Teror el sillón de la Virgen con su forro de madera y que al retorno se quedó con él.

- En el año 1772, del 20 de abril, al 23 de mayo, por enfermedades, epidemias y sequía.

- En el año 1779, del 2 de enero al 4 de febrero, por la plaga de langosta y falta de agua.

- En el año 1785, del 6 de abril al 8 de junio, por la falta de agua y el temor a la llegada de la peste.

- En el año 1788, del 14 de abril al 19 de mayo, por la falta de lluvias para los terrenos y sembrados. La petición para esta bajada fue realizada por el ayuntamiento.

- En el año 1790, del 4 de marzo, al 4 de mayo, por la falta de lluvias en toda la isla y mortandad de ganado.

- En el año 1794, del 14 de octubre, al 1 de diciembre, por la guerra con Francia.

- En el año 1801, del 22 de abril, al 16 de junio, solicitada por la falta de lluvias en las sementeras. La Virgen asistió a la procesión del Corpus.

- En los años 1804 y 1805, del 10 de noviembre de 1804, al 29 de febrero de 1805, por la enfermedad y epidemia que había en la península.

- En el año 1808 del 16 de julio al 27 de septiembre, para implorar el acierto del rey Femando VII en su gobierno, el cual mandó rogativas solemnes en todas las ciudades y pueblos. Para esta bajada, acompañó a la Virgen la imagen de Santiago de Gáldar y san Fernando Rey.

- En los años 1811 y 1812, del 24 de agosto de 1811, al 5 de marzo de 1812, por las recientes ventajas contra las armas francesas.

- En el año 1813 por sequías. Desde ese año, los canónigos de la Catedral de Canarias asisten oficialmente a la función pontifical del 8 de septiembre de la patrona por tal hecho en que, en el instante en que la Virgen del Pino entró en la catedral, se descargó una impresionante lluvia torrencial.

- En el año 1815, del 29 de marzo al 8 de mayo, por la falta de lluvias, a petición del ayuntamiento. En esta ocasión, acompañó a la Virgen del Pino la imagen del santísimo Cristo de la Sala Capitular.

Hasta llegado el siglo XX, la Virgen del Pino no continuó bajando a Las Palmas de Gran Canaria por las grandes lluvias que dificultaban el acceso a los caminos. Durante esta época, las bajadas de la imagen de la Virgen a Las Palmas fue sustituida por la Fiesta Votiva o del Agua.
- En el año 1936, del 11 al 25 de octubre, con motivo de la guerra civil española.

- En marzo de 1954 por las Misiones predicadas en la Ciudad por los jesuitas y misioneros del Inmaculado Corazón de María.

- En 1965, del 12 al 19 de diciembre, por la Cruzada del Rosario en Familia y el final del Concilio Vaticano II.

- En el año 1988 con motivo del Año Mariano declarado por el papa Juan Pablo II.

- El 3 de junio del año 2000 con motivo del Año Jubilar, proclamado por el entonces papa Juan Pablo II, la Virgen bajó a Las Palmas de Gran Canaria para hospedarse en la Catedral de Canarias. Para esta ocasión y por primera vez en la historia de la Iglesia en Gran Canaria, la Virgen del Pino se encontró en la ciudad con el Cristo de Telde.

- En el año 2014 con motivo del primer centenario de su patronazgo sobre la diócesis bajó en acción de gracias a la ciudad de Las Palmas de Gran Canaria, el sábado 31 de mayo de 2014[50][51] y regresó a la Villa de Teror el 14 de junio del mismo año.[52] El 8 de junio se celebró la misa del domingo de Pentecostés en la Plaza Mayor de Santa Ana con la Virgen del Pino colocada a las puertas de la catedral. Fue la primera bajada del siglo XXI y del tercer milenio.

- En el año 2019, se estableció una visita excepcional de la Virgen del Pino por los municipios afectados por el incendio que afectó a Gran Canaria en agosto de ese año. Se realizó del 12 al 20 de octubre de ese año visitando por primera vez los municipios de Agaete, Gáldar, Santa María de Guía, Moya, Vega de San Mateo, Tejeda, Artenara y Valleseco, permaneciendo una noche en cada uno de ellos. Fue la primera peregrinación de la Virgen que no tuvo por destino Las Palmas de Gran Canaria.[53]

- En 2025, entre el 31 de mayo y el 15 de junio la Virgen del Pino bajó nuevamente a la ciudad de Las Palmas de Gran Canaria, y visitó por primera vez en la historia las localidades de Telde y Vecindario con motivo del Año Jubilar de 2025.

### Peregrinaciones destacadas
Peregrinación de la Virgen del Pino con motivo del Año Santo Jubilar 2000

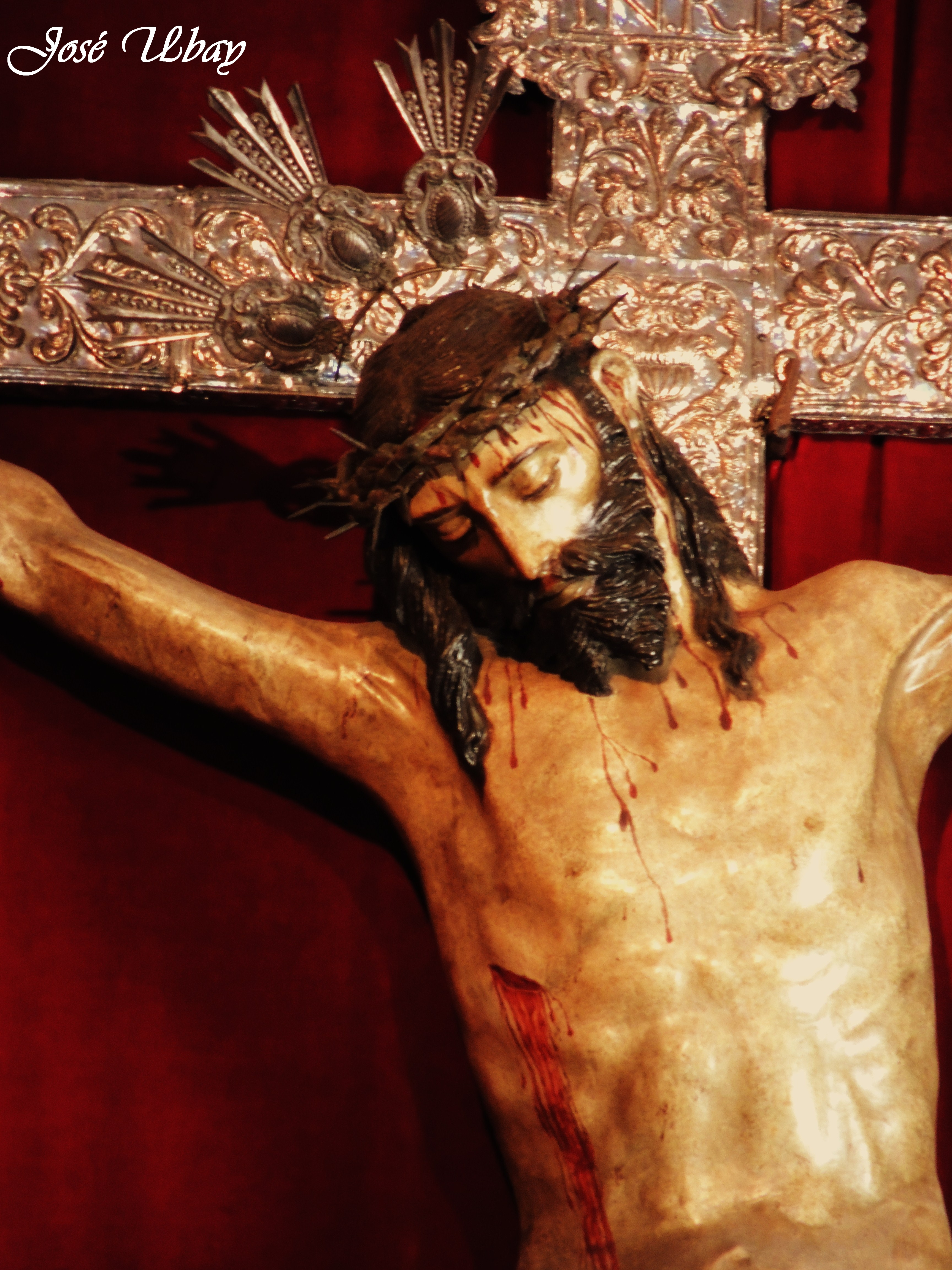
Cristo de Telde, el cual permaneció 80 días en la Catedral de Santa Ana en el año 2000, de los cuales 15 días con la Virgen del Pino.

Desde el año 1988, con motivo de su tradicional bajada a la Ciudad de Las Palmas de Gran Canaria, comenzaron las primeras reuniones y manifestaciones en la que, se decidía, si la Virgen del Pino volvería a peregrinar a la capital para conmemorar la entrada al tercer milenio del nacimiento de Cristo. Por ello, no hubo ningún problema, puesto que en el año 2000, el Papa Juan Pablo II declaró el Año Jubilar, con actos religiosos por todo el mundo.
Para tal ocasión, los vecinos del municipio grancanario de Telde, manifestaron su enorme entusiasmo en que el Cristo perteneciente a dicha ciudad, peregrinara a la capital grancanaria; y así fue, el 12 de abril del año 2000, el Cristo de Telde, por primera vez en la historia de la Iglesia en Gran Canaria, emprendía su camino hacia la Catedral de Santa Ana o Catedral de Canarias. Importante además porque no había antecedentes recientes sobre cualquier visita a la ciudad de otra imagen sin ser la Virgen del Pino.
El Cristo de Telde, debía aguardar en la Catedral de Canarias la llegada de la imagen de la Virgen del Pino el 3 de junio en esta ocasión bajo una carroza confeccionada y dirigida por miembros militares para, después de 7 días juntos en el templo basilical y catedralicio, partirían juntos el 10 de junio hacia la Iglesia de Nuestra Señora de la Luz en La Isleta. Protagonizaron un peregrinaje conjunto de unas seis horas de procesión desde la catedral hasta la iglesia de la Luz, en el Puerto de la Luz y Las Palmas, en la que, se ofició una solemne misa en el parque Santa Catalina, sobre un escenario ubicado exclusivamente para tal ocasión.
El 17 de junio, la Virgen del Pino emprendía su viaje de regreso a Teror, la cual, por primera vez en su historia, puso atravesar el puente de Tenoya y dirigirse al municipio de Arucas, recibida con emoción por los vecinos de Arucas y hospedándose durante una noche en la iglesia de san Juan Bautista de Arucas mientras; que el Cristo de Telde permaneció en la Catedral de Canarias hasta el 29 de junio.
Peregrinación a los municipios afectados por el incendio de 2019
El 12 de octubre de 2019 con motivo de los incendios desatados en agosto del mismo año, Nuestra Señora del Pino realizó una peregrinación histórica a los municipios afectados por tal incendio. Peregrinación que hasta la fecha nunca se había realizado debido a que no se trasladó a la Catedral de Santa Ana. Desde el día 12 y hasta el 20 de octubre la Virgen recorrió los 8 municipios más afectados. Siendo Agaete (el día 12), Gáldar (el 13), Santa María de Guía de Gran Canaria (el 14), Villa de Moya (el 15), Vega de San Mateo (el 16), Tejeda (el 17), Artenara (el 18) y Valleseco (el 19), respectivamente para finalmente el 20 de octubre regresar a la Villa Mariana de Teror en peregrinación desde Valleseco y acompañada por más de 5.000 devotos venidos desde diferentes puntos de la isla.
Peregrinación de la Virgen del Pino con motivo del Jubileo de 2025
El Jubileo de 2025 fue anunciado por el papa Juan Pablo II al finalizar el Jubileo de 2000, desde ahí a través de reuniones se acordó volver a hacer lo mismo que en el año 2000. En 2025 sería el papa Francisco el que abrió dicho año jubilar. En este caso, el recorrido no era tan solo hacia la Catedral de Santa Ana, ya que también fue hacía las parroquias de Vecindario y Telde.
A las 06:00 de la mañana del 31 de mayo de 2025, la Virgen salió de su basílica en Teror para dirigirse hacía Las Palmas de Gran Canaria, desde el municipio terorense ya miles de peregrinos la acompañaban hasta llegar a la Catedral de Santa Ana en Vegueta. La imagen mariana pasó por algunos de los barrios y lugares más populares de la capital grancanaria: Tamaraceite, el Centro Comercial La Ballena, Schamann (en donde se encontró con la Virgen de los Dolores), Paseo de San Antonio, Castillo de Mata y finalmente llegó a la Catedral-Basílica de Santa Ana a las 18:30 de la tarde.
Los días 3 y 4 de junio permaneció en la Parroquia de San Rafael Arcángel de Vecindario, y el 5 y 6 del mes, se trasladó a la ciudad de Telde, en donde se encontró de nuevo, tras 25 años y por segunda vez en la historia con el Cristo de Telde. La imagen de la Virgen del Pino se hospedó en la Basílica de San Juan Bautista de la ciudad teldense. Fue la primera vez que la Virgen visitaba estos municipios y el sureste de la isla de Gran Canaria. El 7 de junio regresó a Las Palmas de Gran Canaria realizando una breve escala en el Hospital Universitario Materno-Infantil de Gran Canaria. El día 8 la talla mariana presidió la misa solemne del domingo de Pentecostés en la catedral. El 15 de junio la Virgen regresó a su santuario de Teror.

## Consagración Litúrgica de la Provincia de Las Palmas a la Virgen del Pino
A fecha de 12 de mayo de 1929 acudió a Teror el gobernador civil Don Mariano de Cáceres Martínez cuyo objetivo era el de consagrar la Nueva e Ilustre Provincia de Las Palmas a la que ya era y es Patrona Principal de la diócesis de Canarias, la Virgen del Pino. La ciudad fue consagrada solemnemente por el ayuntamiento de la capital, su respectivo clero y el multitudinario pueblo, los cuales se trasladaron hasta la Basílica de Nuestra Señora del Pino en Teror y terminada la solemne eucaristía se leyó a los pies de la imagen de la Virgen del Pino, el acto de consagración litúrgica.

## Devoción
Siempre, en el pasado, todos los caminos de Gran Canaria condujeron a Teror. Hoy, también es la Virgen del Pino el centro de la devoción mariana de la misma, mejorando y acreciendo el culto y la presencia de los grancanarios. Y también los extraños que hacen de Teror estación obligada a la Virgen del Pino. Todos los días están los fieles al pie de la Virgen. Los domingos y festivos del año es masiva y devota aquella presencia, testimonio inequívoco de crecimiento en la devoción.
Como ocurre en multitud de diócesis, el santuario del Pino es el centro de atracción y cariño hacia la imagen de la Virgen al igual que una gran fuente de renovación de vida cristiana. Los obispos grancanarios así lo testificaron en numerosas ocasiones, purificando, estimulando la verdadera doctrina mariológica de la Iglesia.
No fueron ajenos los obispos de la diócesis de Canarias ante el hecho y culto a la Virgen del Pino. Fue muy importante, además, la asistencia constante del cabildo catedralicio. No falta por supuesto la voz del pueblo, su piedad y folklore. Incluso la meteorología se integró en la Virgen de Teror, al calificar las violentas pleamares de septiembre como "Mareas del Pino".
Otros obispos canarienses contribuyeron a impulsar la devoción y el culto a la Virgen del Pino. Así, el franciscano fray Juan Bautista Cervera (1769-1777), que acudía siempre con fervor a las fiestas del Pino del ocho de septiembre, o Antonio Martínez de la Plaza, quién donó a las andas de la Virgen la segunda basa de los fanales y la mesa de las andas de plata. El santo obispo Buenaventura Codina y Augerolas (1847-1857), devotísimo de la Virgen del Pino, quien donó el reloj que se encuentra en la fachada del templo basilical y el grueso de la obra se lleva a cabo en 1853.

## Novenas del Pino
Se trata de uno de los principales actos religiosos de la festividad en honor a la Virgen del Pino de Teror al que acuden, todos aquellos creyentes que se acercan a la basílica de Nuestra Señora del Pino para cumplir con la promesa en agradecimiento al favor concedido por la Virgen o, atraídos por el fervor religioso de la festividad mayor.
Su origen se remonta a muchos siglos atrás y está inspirado en las costumbres griegas y romanas de celebrar nueve días de para apaciguar a los dioses. La iglesia no concede una indulgencia a una novena hasta el siglo XVII, siendo Papa Alejandro VII. La primera de ellas corresponde a la "Novena de Gracia", en honor a San Francisco Javier.
Es en el siglo XVIII cuando se publica la primera novena en honor a la Virgen del Pino.

## Literatura
Sobresalen dos Novenas, ambas escritas en el siglo XVIII. La primera de ellas fue escrita y publicada por el barroco racionero de la catedral de Canarias, licenciado Diego Álvarez de Silva en 1755. Son muy raros los ejemplares existentes. En 1782, por el también prebendado de la catedral de Canarias, licenciado Fernando Hernández Zumbado, fue escrita y publicada la segunda, debidamente aprobada.

## Música y Folclore para la Virgen del Pino
La devoción y el cariño que el pueblo grancanario ha manifestado a lo largo de los siglos a la Virgen del Pino de las islas Canarias, ha dado lugar a un rico patrimonio musical. Partiendo de las primeras noticias referentes a los músicos de la Catedral de Canarias que atendían la liturgia de esta advocación mariana en la Villa Mariana de Teror, podemos encontrar diferentes tonalidades y variedades musicales desarrolladas a lo largo de la historia de las islas Canarias, tomando como referente, la imagen de la Virgen del Pino.

### La Música en la Festividad Litúrgica de la Natividad de la Virgen María
La festividad de Nuestra Señora del Pino de Teror, como muchas otras advocaciones marianas españolas, como la Virgen de Covadonga o la Virgen de los Llanos, se ubicó el día 8 de septiembre, que en el calendario litúrgico gregoriano se corresponde con el de la Natividad de la Virgen María. Esta fiesta cristiana conocida en todo el mundo, destaca por los cánticos, antífonas e himnos alusivos al nacimiento de la Virgen. 
En la festividad mayor de la isla de Gran Canaria, las plegarias de las horas canónicas de maitines, laudes, vísperas y completas cobran especial solemnidad. Entre estas piezas debemos destacar el himno Ave, maris stella, el cántico del Magníficat y la antífona mariana Salve Regina, como pilares básicos en el marco litúrgico de la festividad del Pino en Gran Canaria.

### Los Músicos de la Catedral de Canarias y la Virgen del Pino
Desde que la fiesta del Pino adquirió un mayor relieve comenzaron los desplazamientos de músicos de la Catedral de Canarias a Teror para atender la festividad y colaborar en las fiestas de la patrona diocesana.
El 4 de septiembre de 1620, por primera vez, en la historia de la Iglesia de Gran Canaria, fueron concedidas las licencias a los músicos de la Catedral para ir a atender la Solemnidad en Teror, comenzando así, con las colaboraciones de demás parroquias para desarrollar la festividad de la Virgen del Pino.
El archivo de música de la Catedral de Canarias conserva numerosas y valiosas obras únicas marianas polifónicas y hasta policorales. Algunas del siglo XVII corresponden a los maestros de capilla Miguel de Yoldi, Juan de Figueredo Borges y Diego Durón. En el siglo XVIII, destacan las sinfonías del maestro Joaquín García quien, trayendo un estilo musical completamente nuevo caracterizado por la retórica instrumental tardobarroca, conferirá a estas obras una dimensión más solemne y enriquecida. Su sucesor Francisco Torrens, cuya música apunta a las nuevas estéticas del clasicismo, creó nada menos que siete piezas marianas del ciclo de la Natividad de la Virgen, para diferentes agrupaciones vocales e instrumentales.
En el contexto del siglo XVIII surge en la Catedral de Canarias la figura de Mateo Guerra. Entre la docena larga de obras suyas que conservamos, existen al menos cuatro piezas destinadas a Teror y a la Virgen del Pino: dos diferentes Salves para voces y orquesta, un Ave, maris stella donde coro y orquesta alternan con un coro gregoriano, y un excelente villancico de calenda titulado "Qué nueva alegría".
Ya en el siglo XIX, son numerosos los compositores catedralicios que aportan nuevas creaciones al repertorio terorense, como José María de la Torre Parlar y los maestros Miguel Jurado Bustamante y Benito Lentini, entre otros.

## La Virgen del Pino en la Pintura
La imagen de la Virgen del Pino ha sido fuente de inspiración para un gran número de artistas que la han reproducido en diversos mandos, como es sin duda el carácter pictórico.
La mayoría de las representaciones pictóricas de la Virgen del Pino reproducen a la Virgen cubierta con sus ricos y antiguos ajuares, aunque una unanimidad de las representaciones pictóricas han representado la talla de la Virgen de manera subliminal.
Las pinturas sobre Nuestra Señora del Pino pueden reunirse en tres grupos: 
- Cuadros de rostrillo abierto
- Cuadros de rostrillo cerrado
- Cuadros con la Virgen en el Pino

### Cuadros de rostrillo abierto
El único actualmente conocido, que representa a la patrona con la cabeza cubierta, abierta en la barbilla, es el de la parroquia de san Francisco de Asís de Las Palmas de Gran Canaria.
Recoge el pintoresco atuendo al que se refiere el inventario del año 1558, la Virgen se manifiesta con "mantillina de tafetán y gorguera y cofia de hilo de oro".
En este lienzo, aparece la Virgen de busto, completando la majestuosa y delicada pintura una cenefa de flores con tonos claros.
Este cuadro ubicado en la parroquia de San Francisco data de la segunda mitad del siglo XVII y procede de un legado hecho por doña Ana Sánchez de Orellana.

### Cuadros de rostrillo cerrado

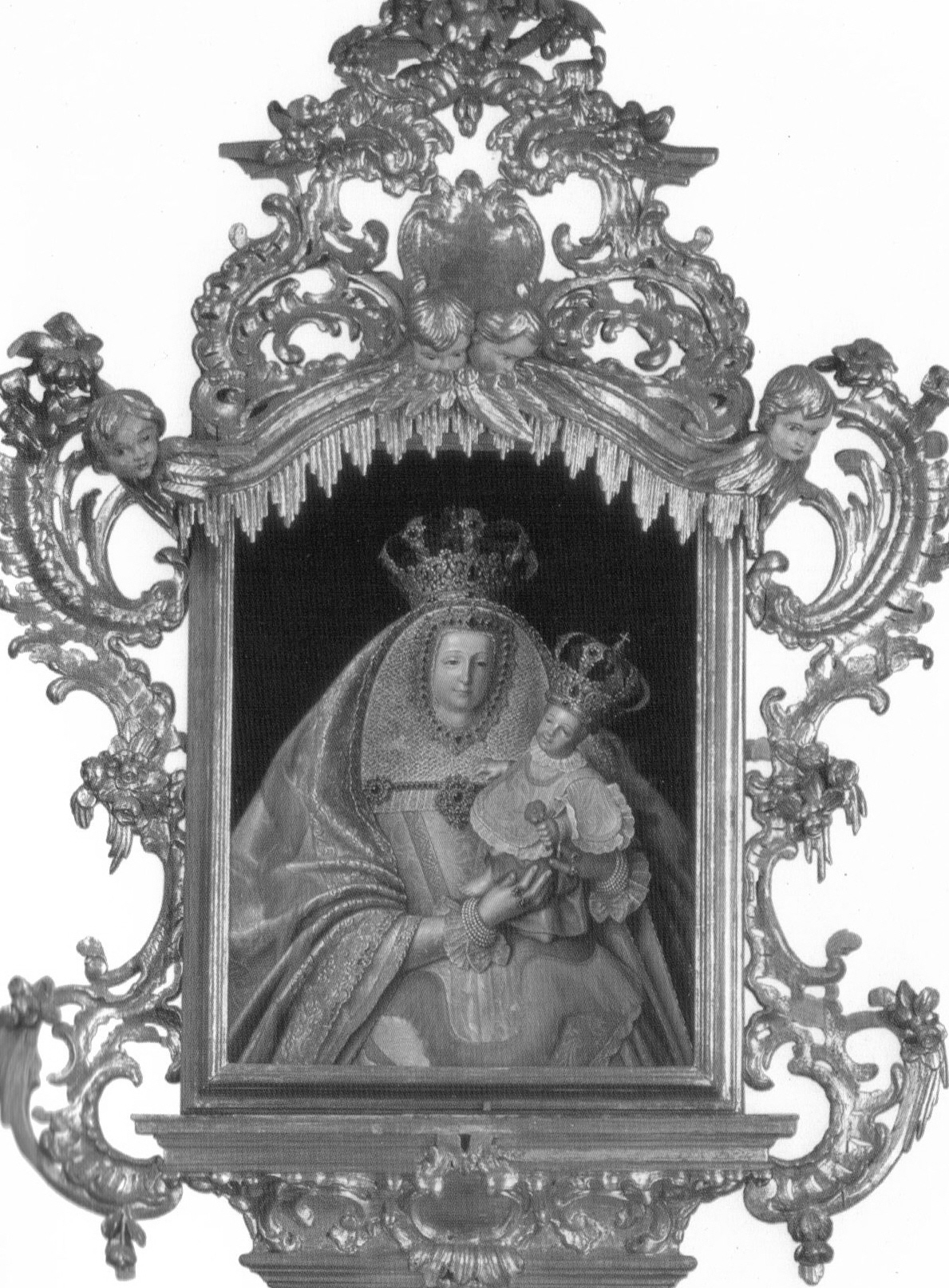
Pintura de la Virgen del Pino. Se encuentra en la Santa Iglesia Catedral Basílica de Canarias, obra del pintor tinerfeño José Rodríguez de la Oliva.

Son los más abundantes y representan a la Virgen tal y como se la venera actualmente. En estas pinturas, el rostro aparece totalmente enmarcado por un grueso y valioso galón.
El cuadro más destacado y significativo de este grupo es el de la Catedral de Canarias, colocado en la capilla del altar de san Fernando. Se le atribuye al pintor tinerfeño José Rodríguez de la Oliva. Esta pintura denota un reposado estudio del modelo que no se limitó a la imagen revestida, sino que también comprendió la escultura desprovista de sus complicados ajuares añadidos. La rigidez facial, los ornamentos verdes, las joyas, todo, está expresado con fidelidad y gracia, sin durezas ni envaramiento.
De esta misma época existen diversas pinturas, todas ellas de robusta calidad. Tenemos el de la familia Rivero Yánez, de Teror, y el de la parroquia de Agüimes. El primero de ellos data del siglo XVIII; el de Agüimes, prolonga el busto de la Virgen cuya característica importante es la representación del infante, en donde se la enfoca un poco de lado, dando a la imagen del Niño una gracia singular.

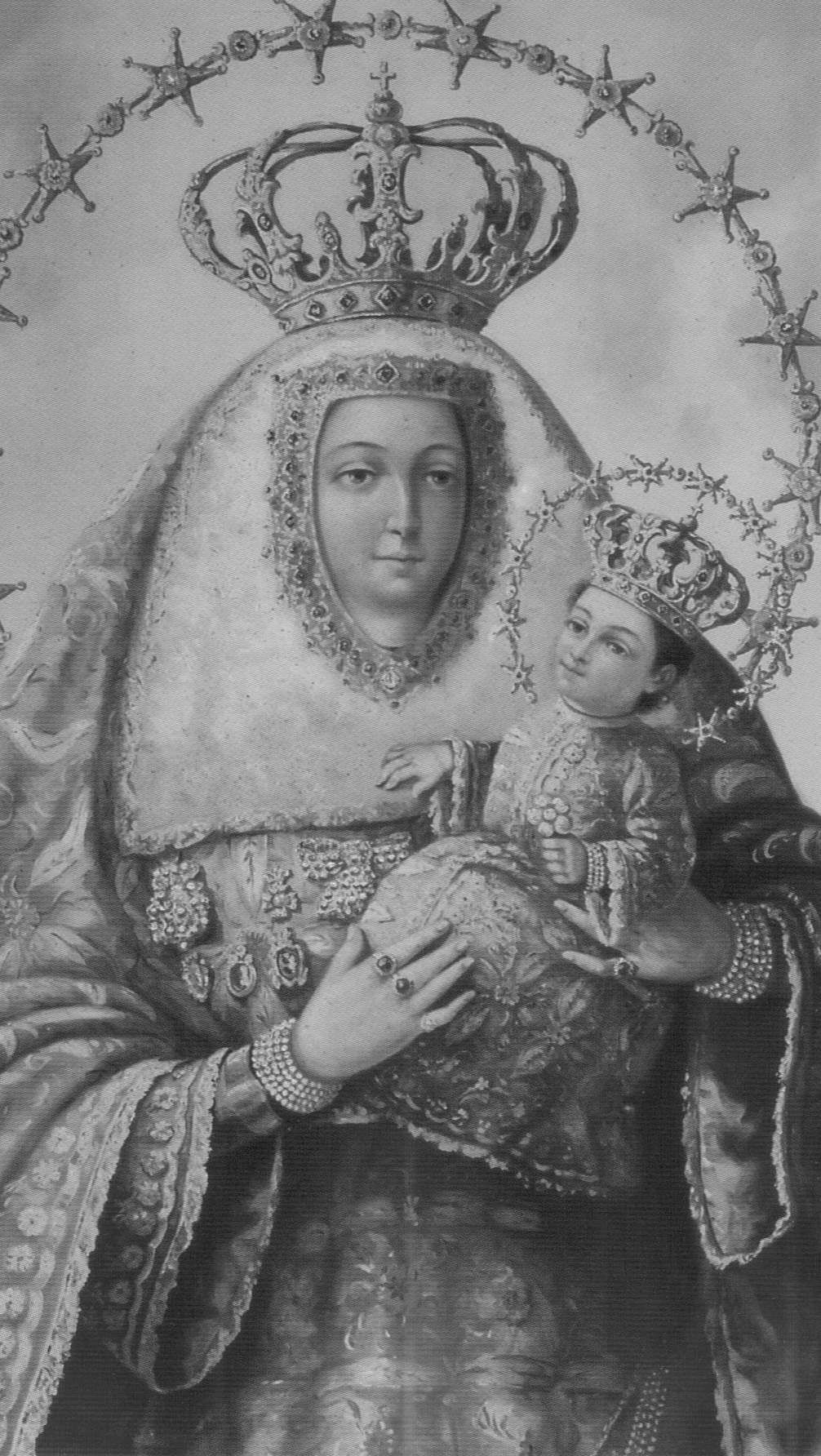
Pintura de la Virgen del Pino, en recuerdo a su Coronación Canónica por la Reverenda Fábrica de San Pedro. Óleo sobre lienzo de Enrique Lafont.

Otro cuadro de gran interés iconográfico es el de la iglesia parroquial de Gáldar, en el que se representa a la Virgen del Pino de cuerpo entero, rodeada por un sol procesional y a sus pies los retratos del capitán don Esteban Ruiz de Quesada y de su tercera esposa doña Catalina Victoria.
La obra carece de firma, pero está fechada en el año 1793, aunque se atribuye a Cristóbal Afonzo.
Pero sin duda alguna, uno de los cuadros más importantes hasta nuestros días que representa a la Virgen del Pino es el que en 1905 pintó Enrique Lafont para conmemorar la solemne coronación canónica de la imagen de la Virgen grancanaria. Representa a la Virgen, de cuerpo entero, ya coronada y en el que se manifiesta en la parte alta del lienzo los escudos de S.S. Pío X; del cardenal arcipreste de san Pedro; del cabildo de san Pedro y del obispo padre Cueto. El cuadro es sin duda el mayor que se ha pintado de la Virgen del Pino puesto que mide 3 metros de alto por 2 metros de ancho; y en esto radica su mérito inconfundible. Fue realizado para ubicarlo en el frontis de la Basílica de Nuestra Señora del Pino, el día de la coronación canónica. Actualmente, este majestuoso cuadro encuentra en la sacristía de la basílica y constituye uno de los más valiosos tesoros que posee la basílica de Teror.

### Cuadros con la Virgen en el Pino
El pintor Rodríguez de Lozada, realizó dos cuadros de la Virgen en el Pino de las Maravillas; ambos están inspirados en el Grabado de Fatjó. Son pinturas que recogen la tradición en toda su gracia y pureza.
Una religiosa del convento del Císter en Teror, Sor Anunciación Cardoso, pintó en el año 1934 una ingenua composición que representa la prodigiosa aparición, con todos los elementos señalados año tras año como marca la tradición. También ha pintado varios cuadros de la Virgen con sus ajuares, atuendos y joyas.

## Grabados de la Virgen del Pino
Los grabados oficiales realizados y estudiados por la Real Sociedad Económica de Amigos del País y por la Academia de Dibujo de la ciudad de Las Palmas de Gran Canaria, se perfila por la estética clasicista.
En Las Palmas de Gran Canaria, se conservan actualmente, dos grabados realizados por el gabador real don Manuel Salvador. Uno de ellos se encuentra bajo custodia del ayuntamiento capitalino y el otro bajo custodia de la Casa de Colón:
- EL grabado perteneciente al ayuntamiento de Las Palmas de Gran Canaria. Su autor es Salvador Carmona y se trata de una estampa sobre serda que lleva impresa en la parte inferior, un cartel con la siguiente inscripción:

"Verdadero Retrato de María SSMA. del Pino en el que se apareció en el lugar de Teror de la Ysla de Gran Canaria"

Año de 1363
- El grabado de la casa de Colón se trata de una calcografía-copia del grabado de la Casa-Museo Tomás Morales de Moya. Realizado en Madrid, data de 1483. Esta edición sirvió de claro ejemplo para la edición y publicación de la novena de Nuestra Señora del Pino.

- Con el fin de ilustrar la Novena de Nuestra Señora del Pino, el grabador Simón Brieva estampó en el año 1782 una estampa siguiendo el modelo de Rodríguez de la Oliva. Este grabado en particular, sirvió de portada de la Novena realizada por el Padre Zumbado, el cual esta custiodiado actualmente en el Museo Canario y en la Biblioteca General de la Universidad de Las Palmas de Gran Canaria.

- Otro grabado es realizado durante el episcopado de Lluch y Garriga, por Ángel Fatjó Bartrá. Este grabado se caracteriza por la difusión del Escudo de Lluch y en el dorso la llamada Oración a San Bernardo.

- Característico es también la lámina editada durante el mandato del Prelado José María Urquinaona, que representa el escudo del Obispo en la parte inferior.

- Famoso y curioso es el grabado del sacerdote Emilio Moreno Cebada, el cual se publicó en Madrid en 1867.

- Otra estampa es editada en París, en el siglo XIX en la litografía de L. Marc.

## Las vidrieras de la Virgen del Pino
Con motivo de la coronación canónica y la proclamación de la Virgen del Pino como patrona principal de la diócesis de Canarias (provincia de Las Palmas), la vera imagen de la Virgen del Pino no sólo ha sido representada en las vidrieras de su basílica, sino que, en favor de la profunda devoción, ha sido representada en muchos templos cristianos de la diócesis.
Como muchas de imágenes cristianas, la Virgen del Pino ha sido representada en vidrieras de diferentes templos:
- La más significativa e importante es la que cierra la ventana central de la Basílica de Nuestra Señora del Pino en la cual, se contempla a la Virgen del Pino sobre el Pino de las Maravillas.

- En relación con esta advocación mariana, las vidrieras de los ventanales laterales de la basílica de Teror, recogen a lospontífices Pío X y Pío XII, las cuales fueron realizadas en los talleres Roses de Castellón en el año 1984.

- Destaca el magnífico Vitral que en el año 1920, se colocó en el cimborrio de la Catedral de Canarias. En esta obra, las imágenes de María y el Infante, aparecen Coronados.

- En la cabecera del templo de san Antonio, en la calle Perdomo de Las Palmas de Gran Canaria, destaca en uno de los vanos oculares la Virgen del Pino.

## Relación de la Advocación del Pino con otras Advocaciones Marianas
La advocación de la Virgen del Pino no es la única que al parecer se halla aparecido, venerada o aclamada en un árbol. Muchas Advocaciones han sido relacionadas con la Virgen del Pino por su singular historia y sus curiosas representaciones:
- La Virgen de Cortes: Esta advocación mariana, se venera en la localidad de Alcaraz, provincia de Albacete. En muchas de sus representaciones pictóricas, esta imagen de la Virgen María aparece sobre el tronco de un árbol del que brotan una gran variedad de ramas. Esta imagen de la Virgen sostiene el Niño con el brazo izquierdo y al igual que la Virgen del Pino, también viste voluminosos ajuares.

- La Virgen de la Aldea: En la localidad de Tortosa, recibe culto la Virgen María. Al igual que la Virgen del Pino, esta imagen mariana sostiene al Niño en su brazo izquierdo. En muchas de sus representaciones pictóricas, esta imagen es situada en las ramas de un árbol.

- La Virgen del Espino: En Vivar del Cid se le tiene mucha devoción a la Virgen del Espino. Esta imagen también, al igual que las anteriores sostiene a niño en su brazo izquierdo y vistes ajuares campaniformes. Esta advocación debe su nombre al árbol donde se cuenta que apareció.

- Virgen del Amparo: También conocida como Virgen de la Vid, es representada a los pies de una Vid.

## Las Mareas del Pino
Las islas Canarias se caracterizan a lo largo de todo el año por los profundos cambios que el tiempo atmosférico que las afectan. Este es el caso, por ejemplo de Las Mareas del Pino.
Las mareas del Pino, hace referencia al fenómeno meteorológico en el cual, durante el mes de septiembre, coincidiendo con la festividad de la Virgen del Pino, las mareas fluctúan de manera exagerada ocasionando las denominadas bajamares y pleamares exageradas.
Aunque no es el único fenómeno a destacar, puesto que hay otros fenómenos relacionados como El Viento de las Nieves en agosto, las mareas del Pino en Canarias son conocidas popularmente, de tal manera que las generaciones pasadas interpretaron el fenómeno meteorológico como un acto sobrenatural que manifestaba la necesidad de acudir a la Villa Mariana de Teror, durante el periodo de duración de la novena de la Virgen del Pino.

## Otras representaciones de la Virgen del Pino
A la Virgen del Pino no sólo se le da culto en la Villa Mariana de Teror, y en toda la diócesis de Canarias de la que es patrona. También se hallan en muchos lugares tales como las Islas Canarias, la península ibérica y América.

### Canarias
En Gran Canaria, además, se le rinde culto a la Virgen del Pino en la zona capitalina de Mesa y López. También, en el municipio de Agüimes, concretamente en el barrio de Arinaga acoge la festividad de la Virgen del Pino, la cual también es venerada en dicha localidad.
En la isla de Tenerife, concretamente en la localidad de San Juan de la Rambla se halla una imagen de origen desconocido en la cual se le rinde culto. En la villa de La Orotava, se custodia una imagen de la Virgen del Pino, elaborada a mediados del siglo XVIII. También en la localidad de San Cristóbal de La Laguna se venera una pequeña imagen de la Virgen del Pino en la iglesia de San Benito Abad.
En la isla de Lanzarote, se localiza una talla de la Virgen de Pino en la localidad de Haría, procedente de la Villa Mariana de Teror. En San Bartolomé, más concretamente en el museo Tanit, se encuentra una pequeña imagen contemporánea de la Virgen.
En la isla de Fuerteventura, se encuentra una talla de la Virgen del Pino de 1947 esculpida y policromada, en la parroquia Ermita de Puerto Lajas, procedente de Sidi Ifni, de donde la Virgen del Pino fue patrona.
En la isla de La Gomera, se encuentra una talla de la Virgen del Pino, en la ermita del Pino, en el barrio de El Cercado en el municipio de Vallehermoso. Este barrio perteneciente al municipio norteño de Vallehermoso celebra sus fiestas patronales en honor a Nuestra Señora del Pino el último fin de semana del mes de julio.

### Territorio Peninsular
En Sevilla se encuentra a disposición al culto, una copia exacta de la Virgen del Pino grancanaria, revestida también con singulares ajuares. Se le rinde culto en la parroquia de san Nicolás. Dicha obra fue realizada en el año 1990 por Miguel Bejarano Moreno.

### América
En Venezuela se rinde culto a la Virgen del Pino, la cual fue penetrando en el país por medio de emigrantes canarios que quisieron rendir honores en su tierra a la patrona grancanaria. Se realizan múltiples actos de índole festivo y religioso en su honor. Su imagen más destacada en el país es la que se venera en el Hogar Canario-Venezolano de Caracas junto a las patronas insulares del resto de las islas del archipiélago canario.
En La Habana (Cuba), existe una talla contemporánea de la Virgen del Pino, realizada por el galdense Juan Borges Linares. Dicha imagen fue bendecida en San Lorenzo (Las Palmas de Gran Canaria), y enviada a Cuba, para, desde 1992 rendírsele culto en la isla. Se localiza en la parroquia del Sagrado Corazón de Jesús.
En California, se encuentra también una pequeña talla de la Virgen de Teror. Dicha imagen llegó a tierras americanas con motivo de rogativas de canarios emigrantes en América por su devoción popular.
En México, se rinde culto a una representación pictórica de la Virgen del Pino en la parroquia de santa Ana en Michoacán. Preside un altar consagrado a su culto y se encuentra en la parroquia de Santa Ana del pueblo de Tzintzuntzan, en Michoacán, fundada por los frailes franciscanos que misionaron en la región desde el año 1531.
Este retrato de la Virgen del Pino de las Islas Canarias es obra del pintor mexicano Juan de Dios Mercado y fue hecho en la ciudad de Valladolid en el año 1790.